# Hiers-Brouage
Hiers-Brouage ist eine Ortschaft und eine ehemalige französische Gemeinde mit 633 Einwohnern (Stand: 1. Januar 2022) im Département Charente-Maritime in der Region Nouvelle-Aquitaine. Sie gehörte zum Arrondissement Rochefort und zum Kanton Marennes.
Mit Wirkung vom 1. Januar 2019 wurden die ehemaligen Gemeinden Marennes und Hiers-Brouage zur Commune nouvelle Marennes-Hiers-Brouage zusammengeschlossen und haben in der neuen Gemeinde den Status einer Commune déléguée. Der Verwaltungssitz befindet sich im Ort Marennes.
Die befestigte Wohnsiedlung Brouage wurde 2017 mit dem Prädikat Die schönsten Dörfer Frankreichs ausgezeichnet.

## Lage
Hiers-Brouage gehört zur Kulturlandschaft der Saintonge und liegt ca. 50 km (Fahrtstrecke) südlich von La Rochelle bzw. knapp 18 km südwestlich von Rochefort im ehemals sumpfigen, heute jedoch versandeten und von zahlreichen Entwässerungskanälen durchzogenen Küstenstreifen unweit der Atlantikküste bei der Île d’Oléron in einer Höhe von ca. 4 m ü. d. M. Das Klima wird vom nahen Atlantik bestimmt und ist gemäßigt.

## Bevölkerungsentwicklung
| Jahr      | 1800 | 1851 | 1901 | 1954 | 1999 | 2013 |
| Einwohner | 413  | 760  | 668  | 500  | 472  | 643  |

In der frühen Neuzeit hatte die damalige Hafenstadt zeitweise bis zu 5.000 Einwohner.

## Wirtschaft
In früherer Zeit lebten der Ort und seine Bewohner hauptsächlich vom Fischfang und von der Salzgewinnung. Feldwirtschaft war auf den salzigen Böden nahezu unmöglich und so wurden Schafe und Ziegen gehalten. Seit dem ausgehenden 20. Jahrhundert spielt der Tourismus eine bedeutende Rolle im Wirtschaftsleben des Ortes.

## Geschichte
Die heutige Bekanntheit verdankt der Ort seiner Vergangenheit als ehemalige Hafenstadt; daneben war er ein international bedeutendes Zentrum des Salzhandels und eine militärische Festungsstadt. Die gesamte Festungsanlage sowie mehrere Einzelgebäude sind als Monuments historiques klassifiziert; der Ort gehört zu den Grands Sîtes de France.

### Ursprünge

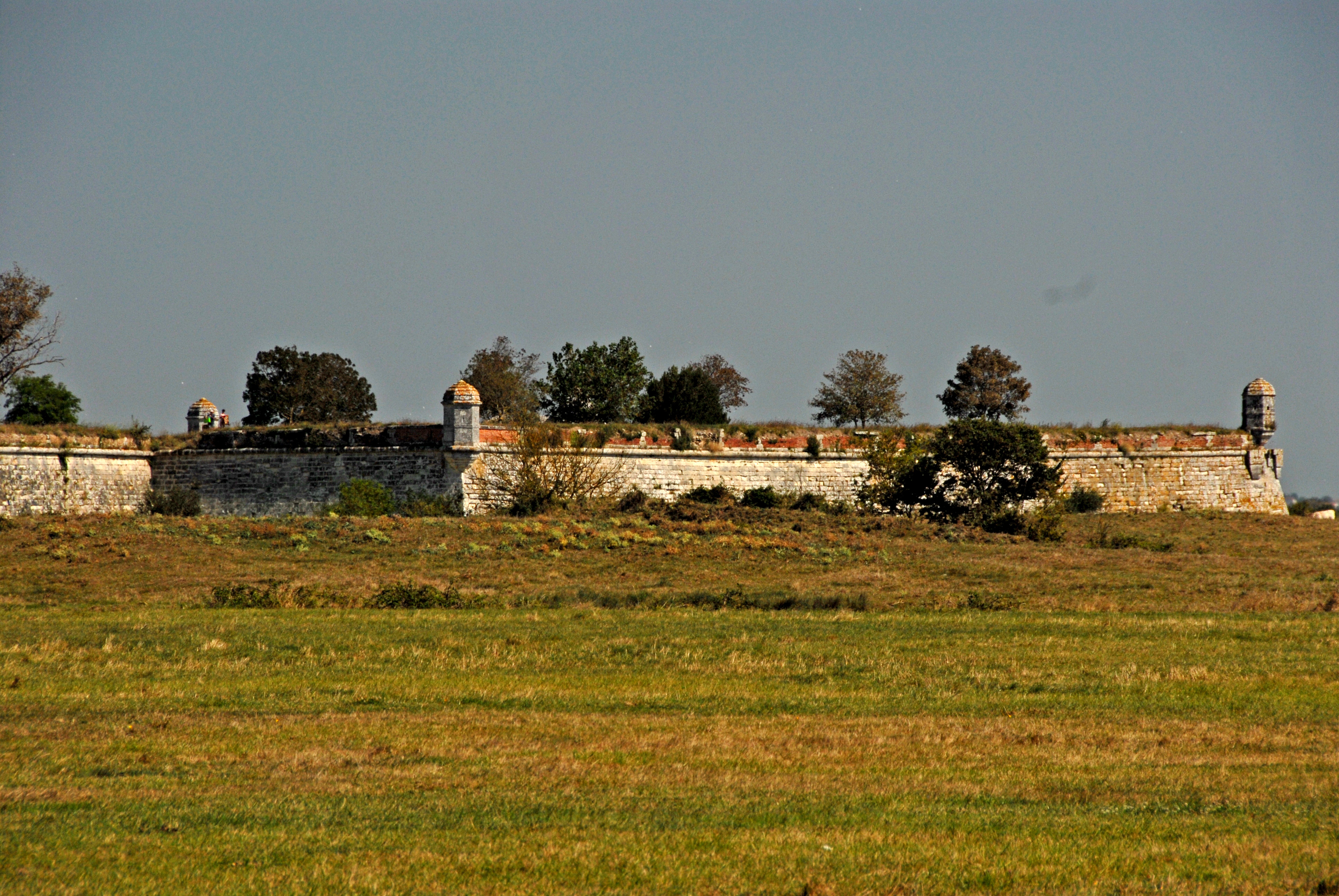
Brouage – Bastion Richelieu von Südwesten

Das Städtchen wird seit 1626 offiziell Brouage genannt, vorher auch Jacopolis de Brouage. Seine mittelalterlichen Ursprünge waren im 11. Jahrhundert das ehemalige Dorf Hiers, neben dem um die Mitte des 16. Jahrhunderts die neue Ortschaft Brouage entstand. Das Doppeldorf wurde dann zeitweilig Hiers-Brouage genannt. Die älteste Kirche und damit auch das Ursprungsdorf Hiers ist für das 11. Jahrhundert erwähnt. Es befand sich zu dieser Zeit auf einer Insel inmitten des Golfs der Saintonge. Weite Gebiete des Golfs veränderten sich dann im Laufe vieler Jahrhunderte Zug um Zug in das heutige Sumpfland, dem Marais de Brouage. Die Insel gehörte zu einer Gruppe mit anderen Inseln, wie Guilletterie, Montboileau, Fremailloux und Érablais. Durch ihre relativ große Höhe wurde sie zur Überwachung der Navigation zwischen dem Festland und der Île d’Oléron benutzt. Man baute ab dem elften Jahrhundert eine Burg und ein Priorat, beide abhängig von der damaligen Herrschaft von Broue. Die Mönche der Prioratskirche Saint-Hilaire betrieben bereits die Salzproduktion. Schon im Mittelalter wurden hier etwa 8.000 Hektar Salzgärten bearbeitet, deren Produkte hauptsächlich nach Flandern und in deutsche Regionen verschifft wurden.

### Handelshafen seit Ende des 14. Jahrhunderts
Nachdem durch das Zurücktreten des Meeres die Salinen und der Hafen von Broue verlandet waren, konzentrierte sich die Salzgewinnung auf die um etwa 12 km weiter nordwestlich gelegenen Inseln und dort auf das sich wirtschaftlich entwickelnde Hafenstädtchen Hiers/Brouage.

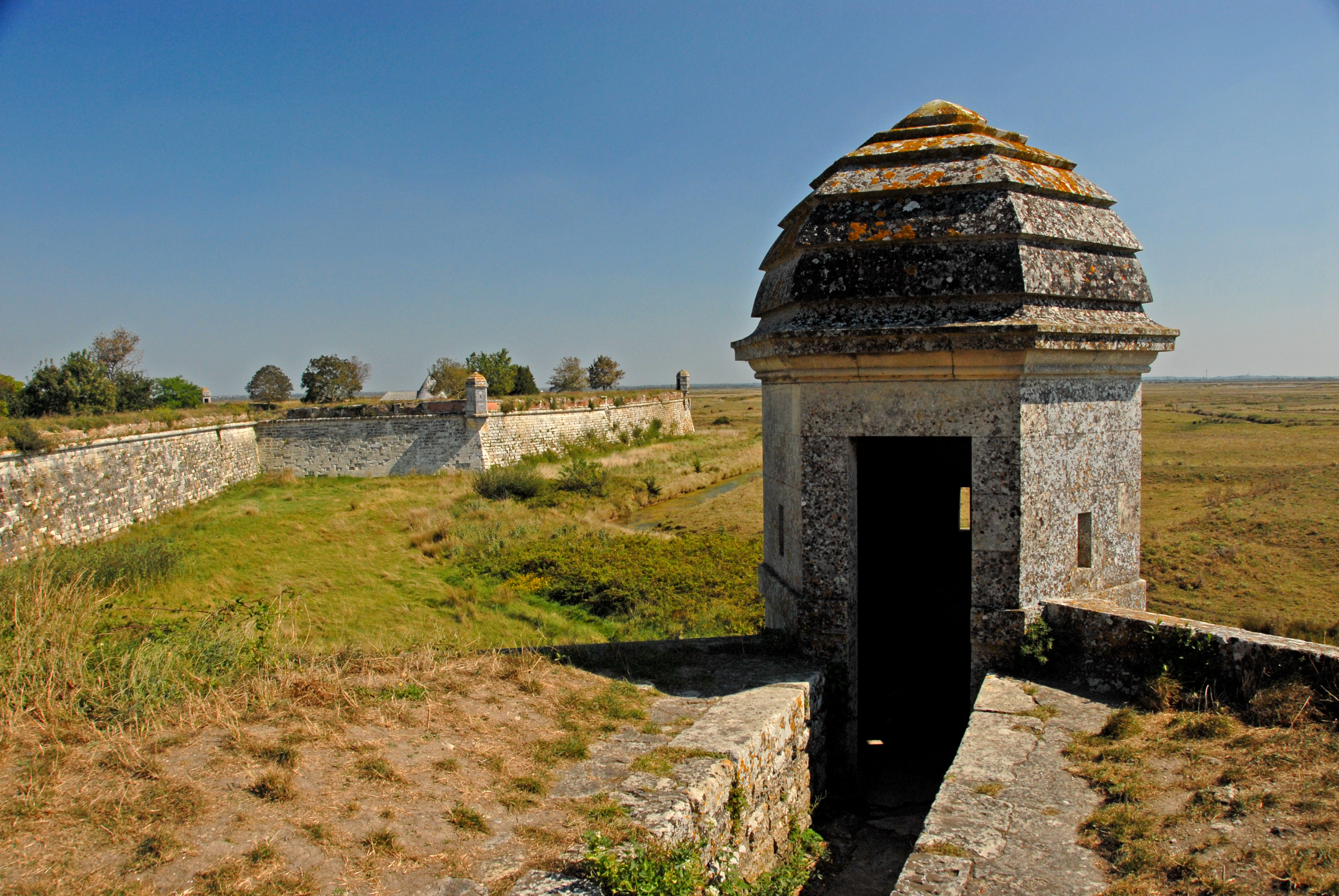
Brouage, Wachtürmchen, Bastion Richelieu

Der eigentliche Ort Brouage wurde im Jahre 1555 von Jacques de Pons auf dem Gelände eines alten Depots von Ballaststoffen, Kieseln und Amphoren gegründet. Brouage, damals noch ein Vorhafen des Hafens von Hiers, entstand zunächst ohne militärische Absichten, vielmehr nur zur Einrichtung eines neuen Zentrums zur Vermarktung des dort in den Salinen produzierten „weißen Goldes“, des Meersalzes.
Bald nahm der Salzhandel internationale Dimensionen an. Der Hafen wurde zum größten Salzhafen Europas; wie in den Dokumenten über Abgaben und Gebühren des Klerus und lokalen Adels nachzulesen ist, wurden Bauern, Knechte und Tagelöhner in dieser Zeit zu Salinenarbeitern, Seeleuten, Kabeljaufischern usw. Bis zu 200 Schiffe konnten im Hafen anlegen. Die Stadt war damals nicht nur ein Ort für den Handel mit Salz, sondern auch für den mit Kabeljau aus Neufundland.
Jacopolis von Brouage, wie die Stadt auch hieß, wurde reich und wohlhabend. Zehn Jahre nach ihrer Gründung erhielt sie einen Besuch von König Karl IX.

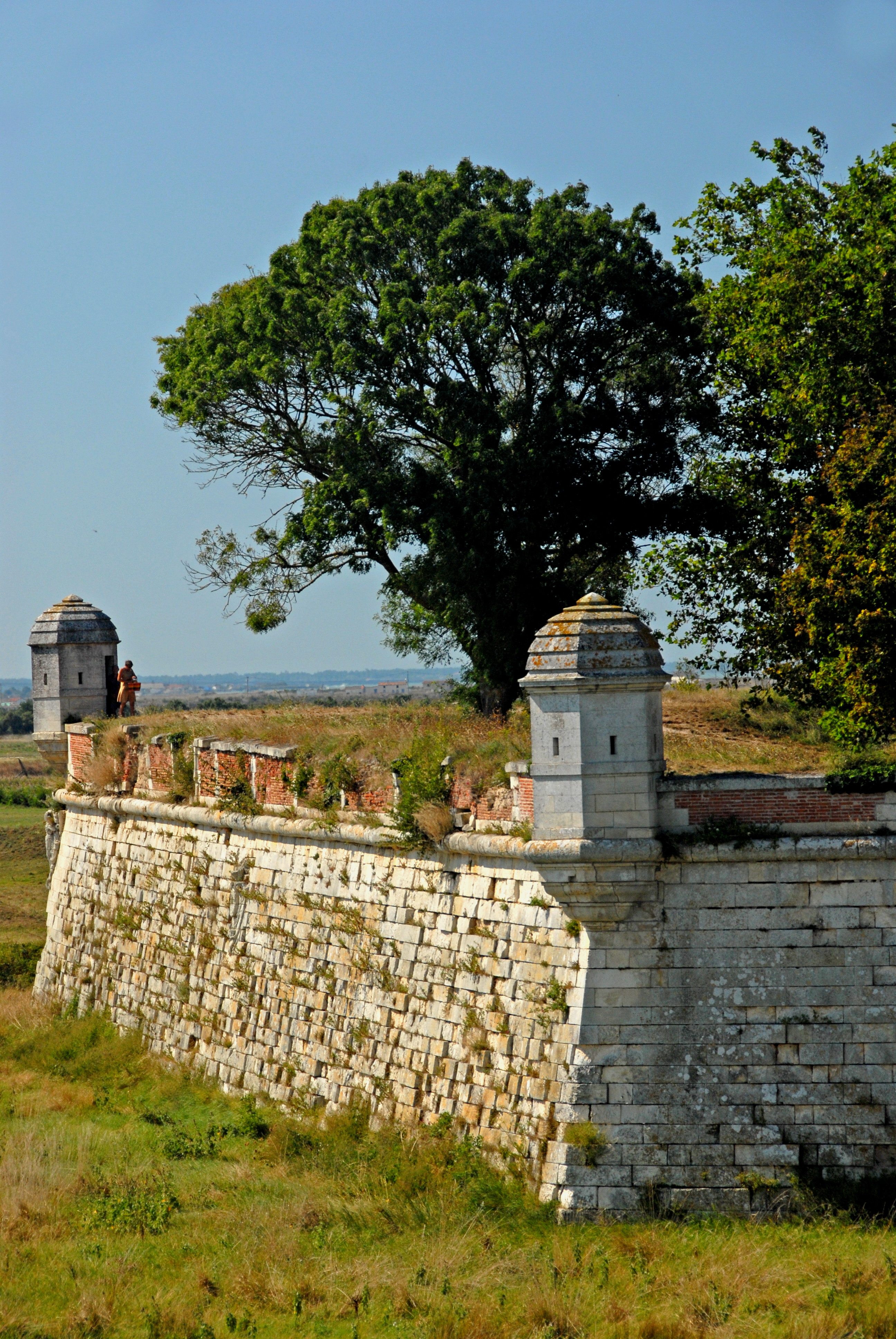
Brouage, zwei Scharwachtürmchen (échauguettes) der Bastion Richelieu

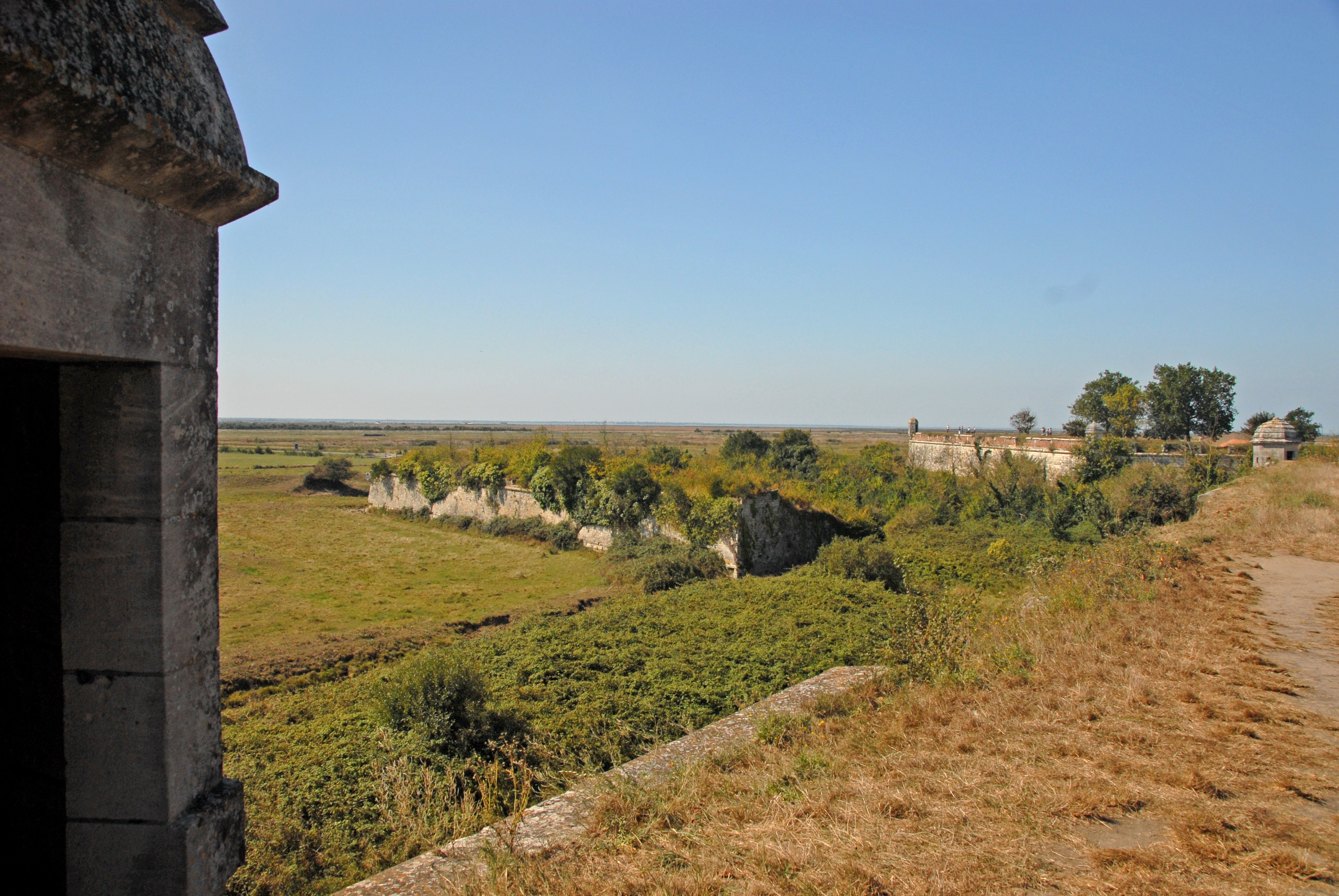
Brouage, Außenwerk, vor Bastion d'Hiers

### Kriege des 16. Jahrhunderts

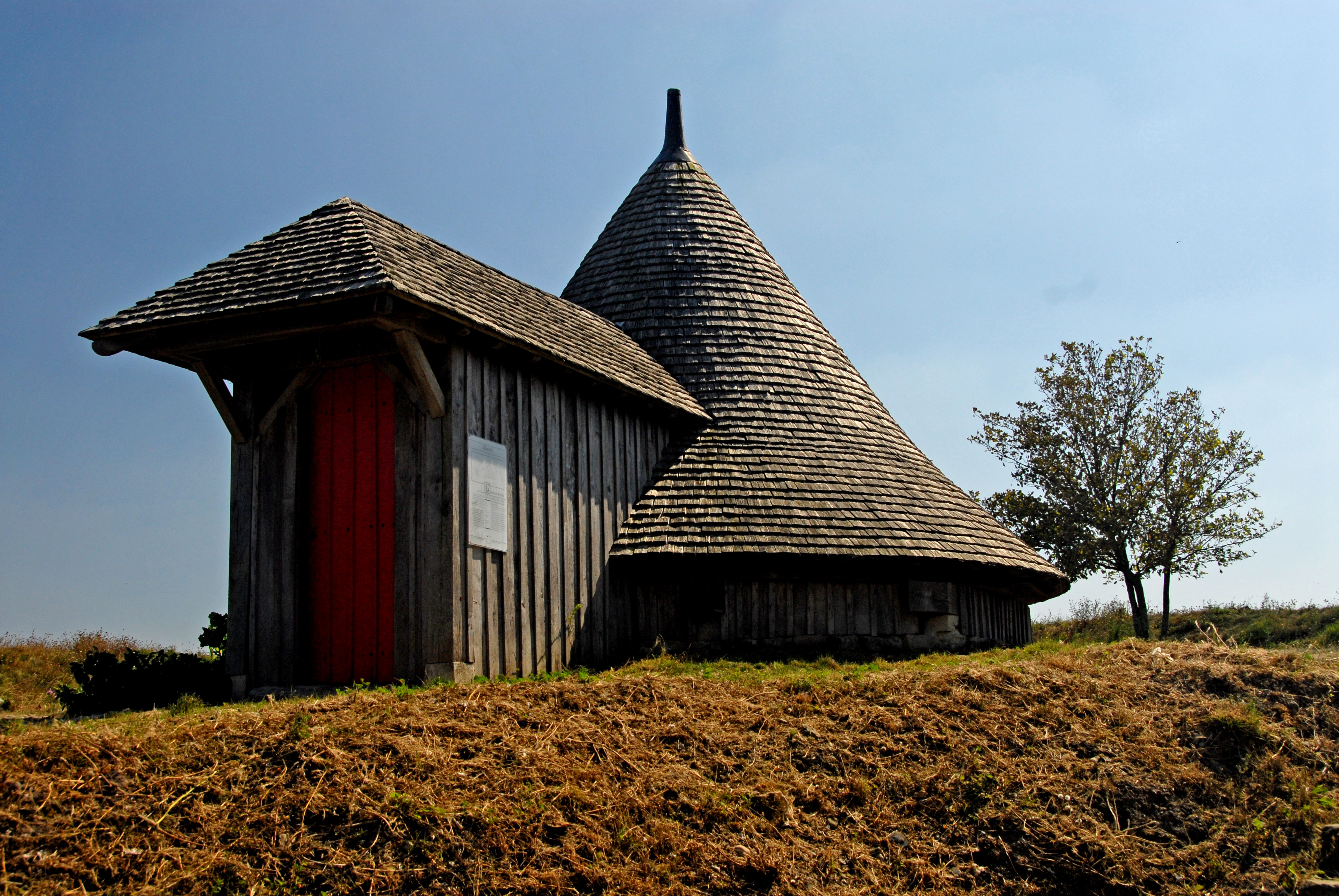
Brouage, Glacière

Während der Religionskriege wurde Brouage abwechselnd von den Katholiken und den Hugenotten eingenommen. Im Verlauf des sechsten Glaubenskrieges (1576) war der Herzog von Guise in der Stadt, um die Einkesselung des protestantischen La Rochelle vorzubereiten. Im selben Jahr hielt sich Heinrich von Navarra, der zukünftige Heinrich IV., in der Zitadelle auf. Im Jahr 1578 entschied König Heinrich III.: „da die Stadt schon sehr groß geworden ist, darf sie nicht in die Hände der Protestanten oder Engländer fallen“. Außerdem war sie eine königliche Stadt, ein Safe der Zentralregierung. 1586 beschädigten die Aufständischen von La Rochelle die Hafenanlagen von Brouage erheblich. Der Prinz von Condé blockierte mit seinen Schiffen den Hafen fast vollständig.

### 17. Jahrhundert
1626 integrierte Ludwig XIII. die Stadt, die nunmehr den alleinigen Namen Brouage führte, in das Königreich Frankreich. Der Gouverneur für die Stadt war Armand Jean du Plessis, bekannter unter dem Namen „Kardinal Richelieu“. Zu dieser Zeit zählte die Stadt 4000 Einwohner und war ein blühender Handelsplatz.

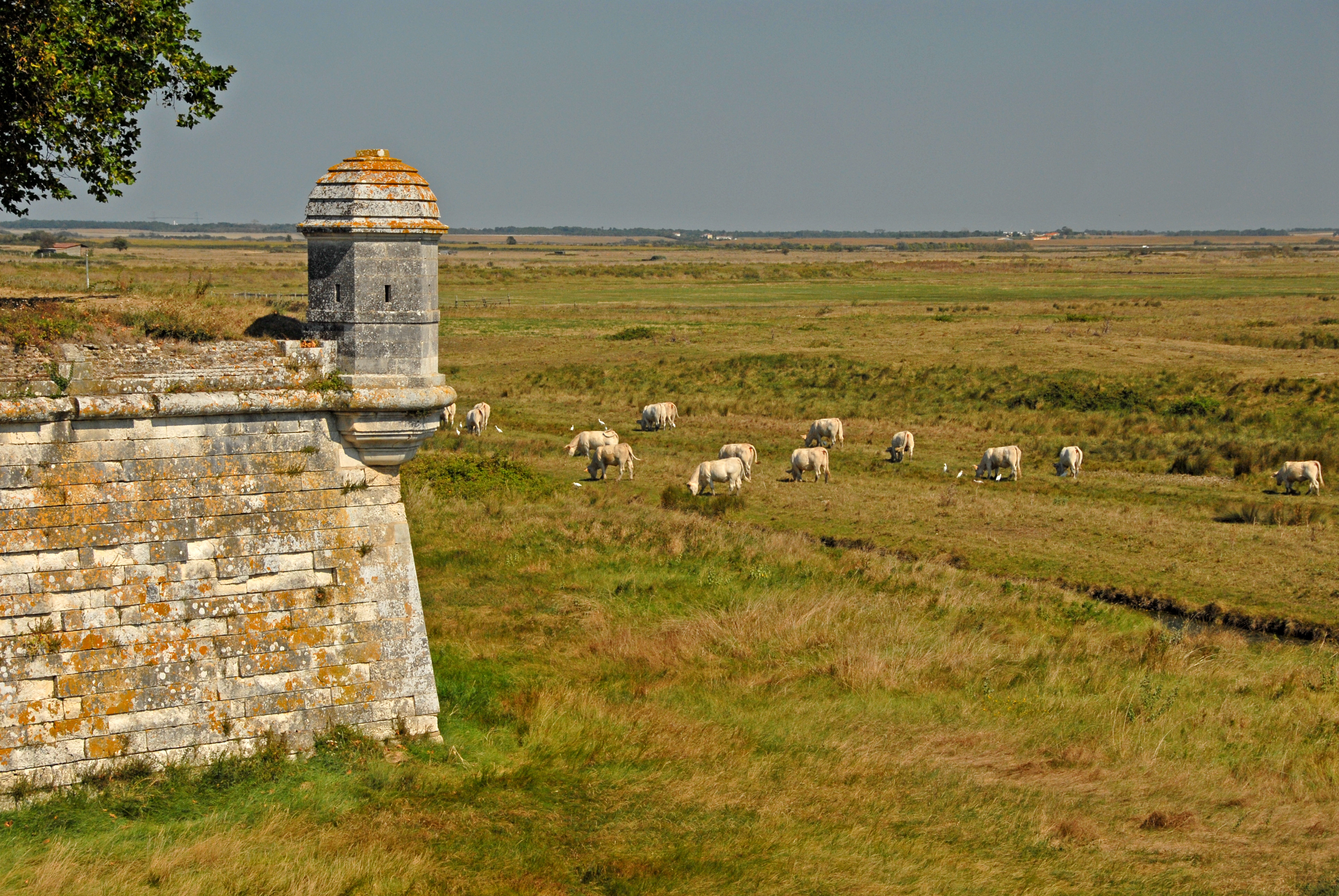
Brouage, Wachtürmchen und Marais-Rinder

In Vorbereitung auf die Eroberung von La Rochelle wurde hier aus strategischen Gründen ein Logistik-Zentrum der königlichen Kriegsmaschinerie eingerichtet. Im Jahr 1628 besuchte Ludwig XIII. den Hafen. Zwischen 1630 und 1640 veranlasste Pierre de Conty, Seigneur de la Motte d’Argencourt, den von Richelieu befohlenen Um- und Ausbau der Stadt zur Zitadelle. Sie wurde dadurch zur stärksten Festung an der Atlantikküste. Das alte Dorf Hiers wurde ihr industrieller „Hinterhof“. Neben der Rüstkammer des Militärs und dem Arsenal der Marine waren dort alle Baubranchen, wie Tischler, Maurer usw., untergebracht.
Im Jahr 1653 wurde Kardinal Mazarin zum Gouverneur von Brouage ernannt. Sechs Jahre später verbannte er seine Nichte Maria Mancini nach Brouage, da sie als Geliebte des jungen Ludwig XIV. den Heiratsplänen des Kardinals im Wege stand. Damit war der Weg frei für die Eheschließung zwischen dem Sonnenkönig und Maria Teresa von Spanien (1638–1683).

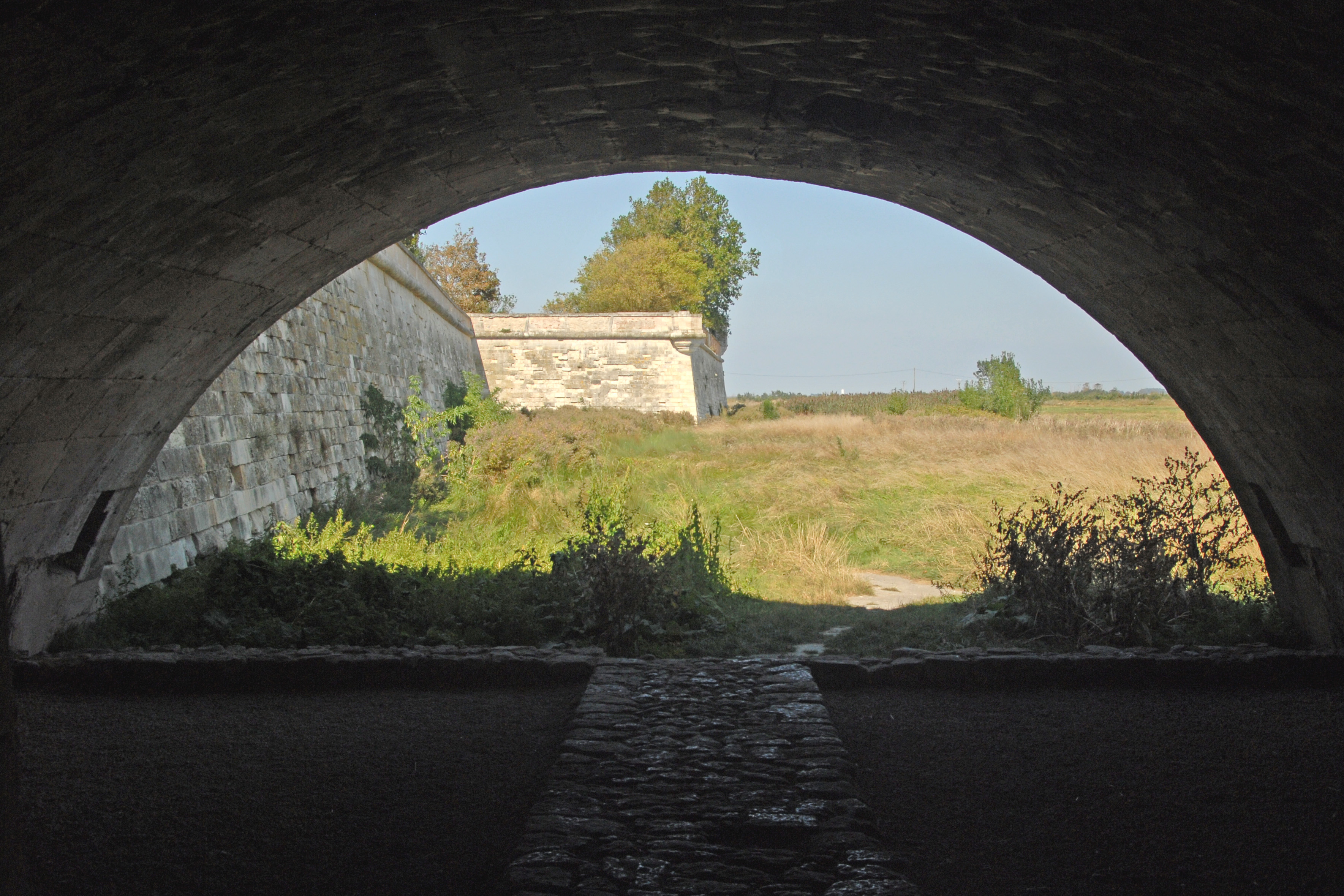
Brouage, Port Souterrain de la Brèche

Im Jahr 1685 unterzog Vauban die Bastionen und die sie umgebenden Wege einer Teilerneuerung und Modernisierung. Auf allen vorspringenden Winkeln der Bastionen wurden Scharwachtürmchen zum Schutz des Wachpersonals errichtet. Sie prägen heute noch die Silhouette der Befestigungsanlagen der Zitadelle.

### Brouage und die französischen Kolonien
Samuel de Champlain wurde um 1570 in Brouage geboren und  wurde ab 1603 in Kanada, den neuen Provinzen Frankreichs, zum königlichen Geographen ernannt. Er machte insgesamt 21 Reisen zwischen Frankreich und „Neufrankreich“. 1608 gründete er die Stadt Québec, eine Kolonie aus französischen Familien, Handwerkern, Soldaten und Priestern. Er starb am 25. Dezember 1635 in Québec, ohne dass seine Vorbereitungen für die Gründung von Montreal im Jahr 1642 abgeschlossen waren. Für Brouage brachte das 17. Jahrhundert eine Blütezeit des Handels, mit den neuen Überseeprovinzen.

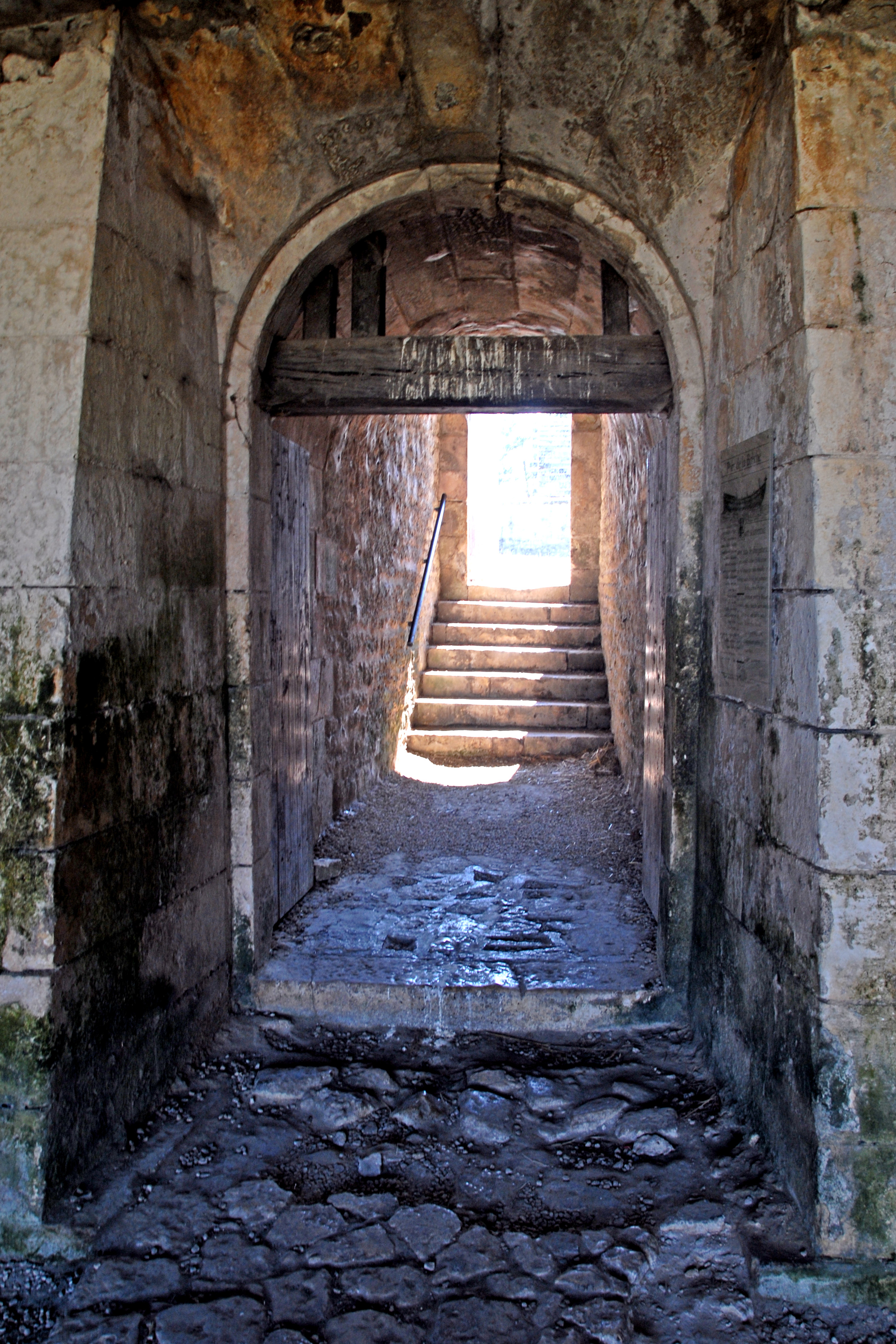
Brouage, Port Souterrain de la Brèche, Portal u. Aufgang

Viele Zeugnisse weisen heute noch auf die engen Beziehungen zwischen den Städten Brouage und Québec hin, wie etwa die „Rue du Québec“ in Brouage und der entsprechende „Square“ in New Brunswick, die „Rue de Brouage“ und die Statue von Champlain in Québec. Im Übrigen wurde die Kirche Saint-Pierre von Brouage mit Spenden der Stadt Québec wieder neu errichtet.

### Niedergang
Das Meer zog sich, wie auch andernorts, von der Stadt Brouage allmählich zurück und von der weiten Bucht von Colmata. Es hinterließ auch dort eine sumpfige Landschaft, etwa in Höhe des Meeresspiegels. Die Gründung und der Aufstieg des benachbarten Rochefort, von Vauban als Nachfolgefestung ausgewählt, ließ Brouage im 18. Jahrhundert in Vergessenheit geraten. Auch die Salinen mussten aufgegeben werden – sie hatten sich in Sümpfe und damit in Fieberherde verwandelt. Der Verfall der Siedlung war unaufhaltsam; zahlreiche Gebäude verkamen oder verschwanden gänzlich. Man kümmerte sich nicht mehr um die Bauten und deren großen verfügbaren Speicherplatz innerhalb der Stadtmauern. In der Stadt verblieb nur noch eine kleine Garnison.

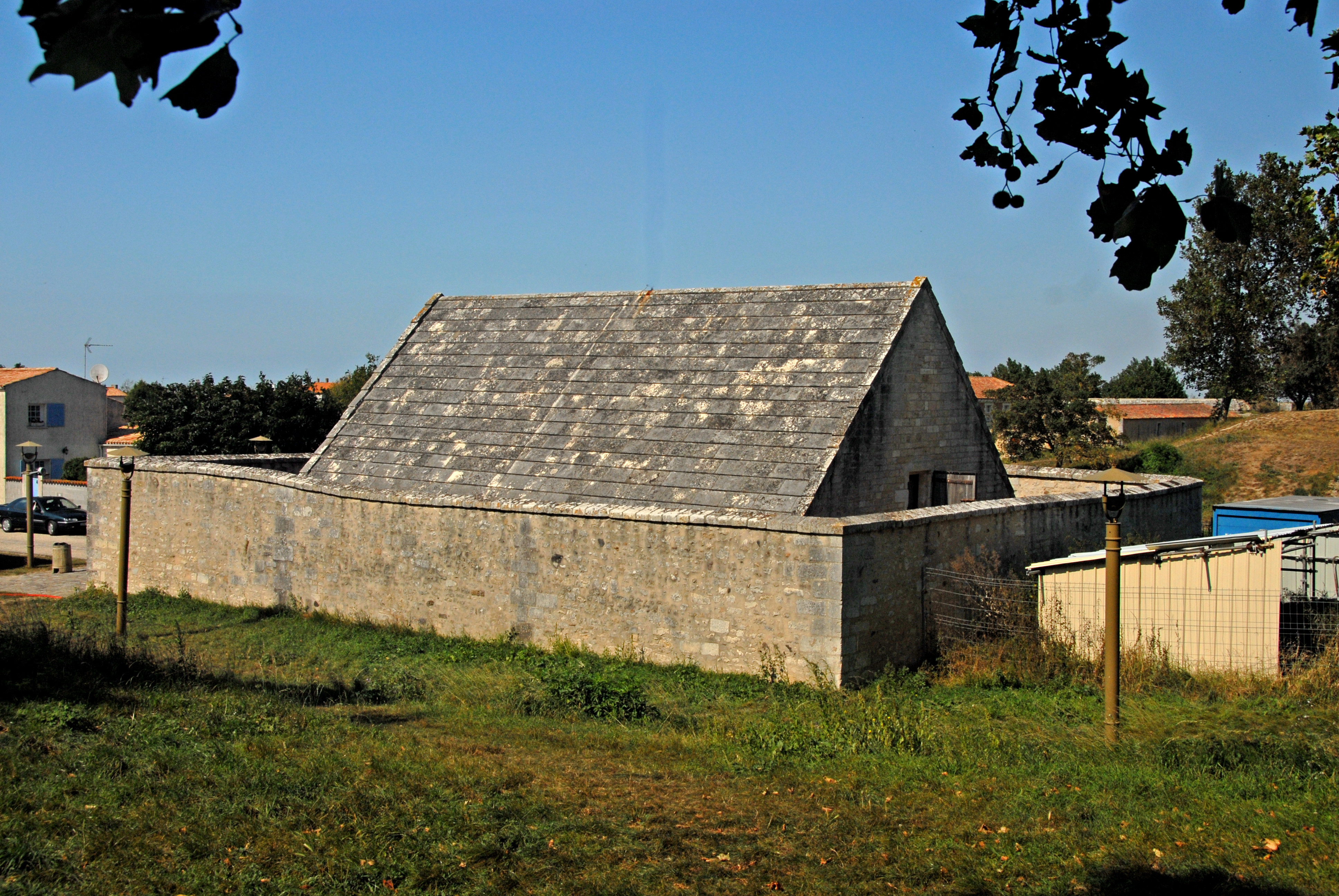
Brouage, Poudrière de la Brèche

In der Revolution wurde Brouage Zentrum von mehreren hundert Logen–Anhängern, die „verdächtigen Strömungen nacheiferten“. Im Jahr 1793 wurden zahlreiche Verdächtige inhaftiert. So auch etliche „widerspenstige“ Priester, die sich weigerten, der Republik die Treue zu schwören. Sie verstarben oftmals vor ihrer Verurteilung am Fieber. Im Jahre 1885 verabschiedete sich die Armee endgültig von Brouage.

### Neue Entwicklungen und Gedenken
Am 29. August 1970 widmete die Regierung von Québec ihrem Gründer Samuel Champlain eine Hommage und ließ zu seiner Ehre eine Gedenktafel an seinem Geburtshaus anbringen.

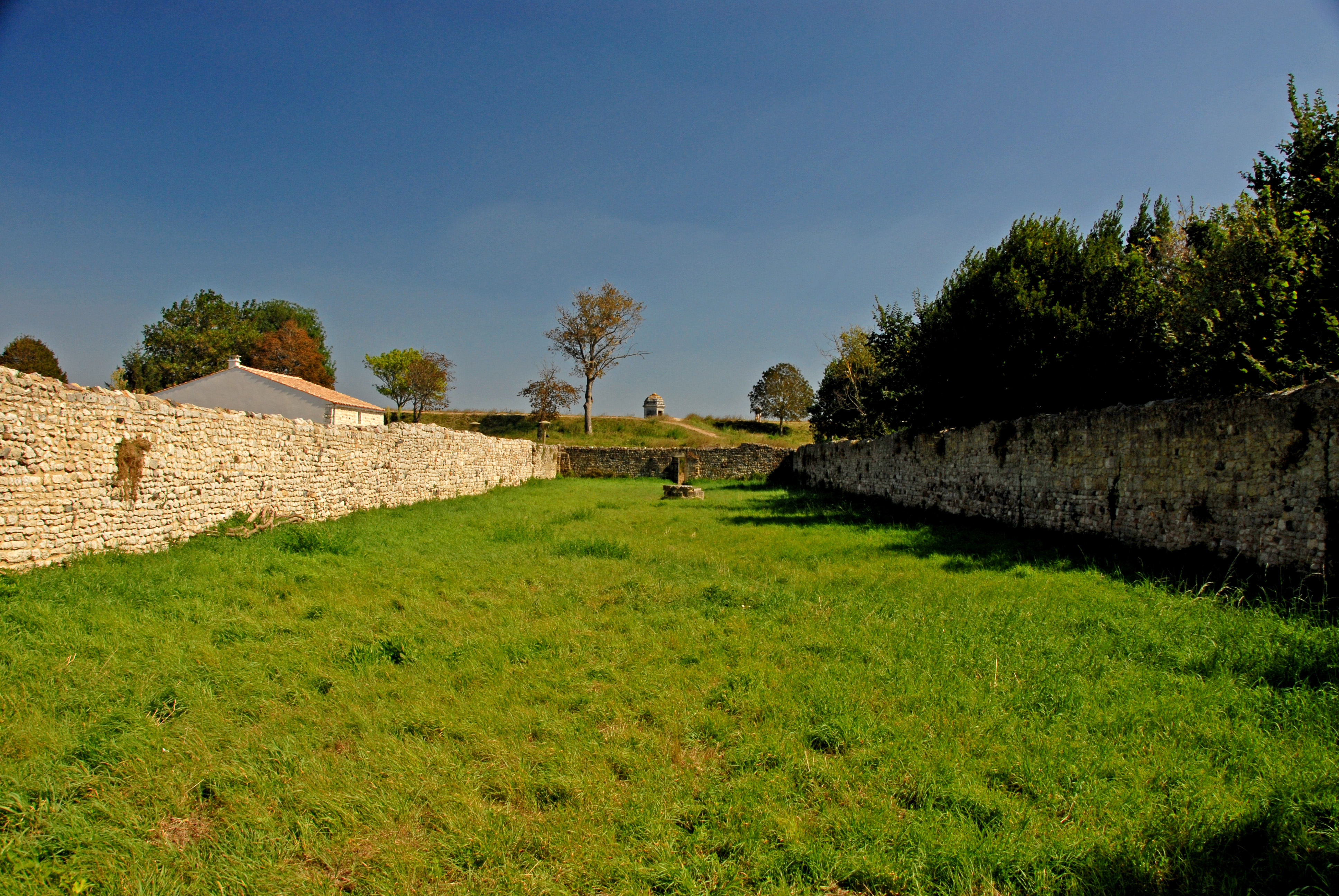
Brouage, hier standen Unterkünfte für Angehörige der Soldaten

Ab 1980 wurden umfangreiche Sanierungen unternommen, um der Stadt als touristische Sehenswürdigkeit zu fördern. Mit seinen ca. 650 Einwohnern ist Brouage ein europäisches Zentrum für Militärarchitektur.
Im Jahr 2001 kam Diane Lemieux, die Ministerin für Kultur in Québec, nach Brouage, um dort ein Fenster der Kirche einzuweihen. Diese Geste sollte die engen Beziehungen ihres Landes mit der Stadt in der Saintonge symbolisieren.
Anlässlich des 400. Jahrestages der Gründung der Stadt Québec, durch Samuel de Champlain, einem Sohn der Stadt und des Landes, wurden in Brouage im Jahr 2008 viele Feste gefeiert.
Das Haus Champlain beherbergt eine Ausstellung über die Abenteuer eines Bürgers der Saintonge in Kanada. Die interaktive Ausstellung mit Kosten in Höhe von mehr als 2,2 Millionen Euro wird gemeinsam finanziert von der kanadischen Botschaft in Frankreich und dem Conseil Général de la Charente-Maritime.
Ebenfalls wurde ein Kunstwerk des Künstlers Marc Lincourt an einer repräsentativen Stelle installiert. Es stellt eine Meereswelle in Größe von 2 × 10 m dar. Die darauf festgehaltenen Namen erinnern an die ersten vierhundert Familien, die von französischem Boden dort eingewandert sind. Sie stehen für die Stammzellen Québecs.

## Sehenswürdigkeiten
- Der Grundriss der vollständig nach dem ursprünglichen Plan neu gebauten Stadt und Zitadelle Brouage hat mit ihren rechtwinklig verlaufenden Straßen gewisse Ähnlichkeiten mit den spätmittelalterlichen Bastiden des Périgord. Die Stadt wird umschlossen von einem fast quadratisch Verteidigungswall mit insgesamt 400 × 400 Metern Ausdehnung, bestehend aus einer äußeren 13 m hohen Wehrmauer, die innen von einer gewaltigen Erdaufschüttung verstärkt wird. Sie besteht aus einer exakt gemauerten Außenhaut, die eine innere Schüttung aus Bruchsteinen verdeckt; auf ihrer Oberseite befinden sich Wege und Stellflächen zum Manövrieren und Ausrichten von Geschützen im Verteidigungsfall. Die Mauern wurden bekrönt mit Brustwehren aus rotem Ziegelstein, in die Aussparungen für die Geschützrohre eingelassen waren. Die Befestigungsanlage (remparts) bestand aus sieben Bastionen mit im Grundriss angespitzten Befestigungsbauwerken an den Ecken der Umfassung und teilweise auf halber Seitenlänge, 19 Aufwärmräumen, zwei „unterirdischen“ Häfen, zwei Lagerhäusern für Schießpulver, vier öffentlichen Latrinen, einem Eiskeller und vielen anderen Einrichtungen. Den Bastionen vorgelagert waren noch mehrere Außenwerke oder Ravelins, auch Ouvrage avance genannt. Die Zugänge zur Zitadelle waren die heute, noch genutzten seitlichen Durchlässe in der nördlichen Bastion Royal – gleichzeitig auch Verbindung zum Hafen – und in der südlichen Bastion d’Hiers. Beide konnten ursprünglich mit massiven Toren verschlossen werden. In ihrer Blütezeit im 17. Jahrhundert beherbergte die Garnison von Brouage etwa 600 Menschen in Friedenszeiten, und bis zu 5000 Menschen in Kriegszeiten.

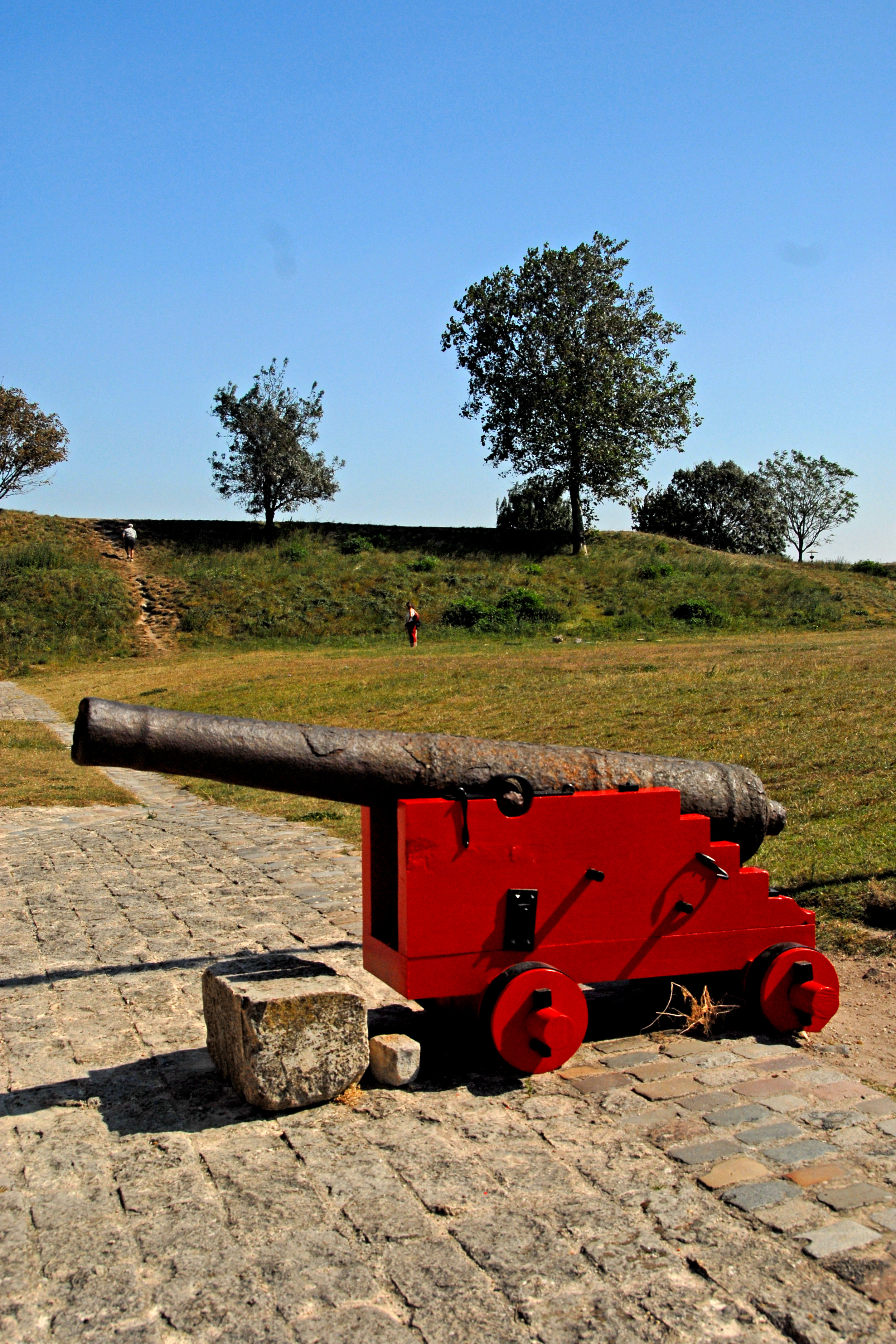
Brouage, Rote Kanone
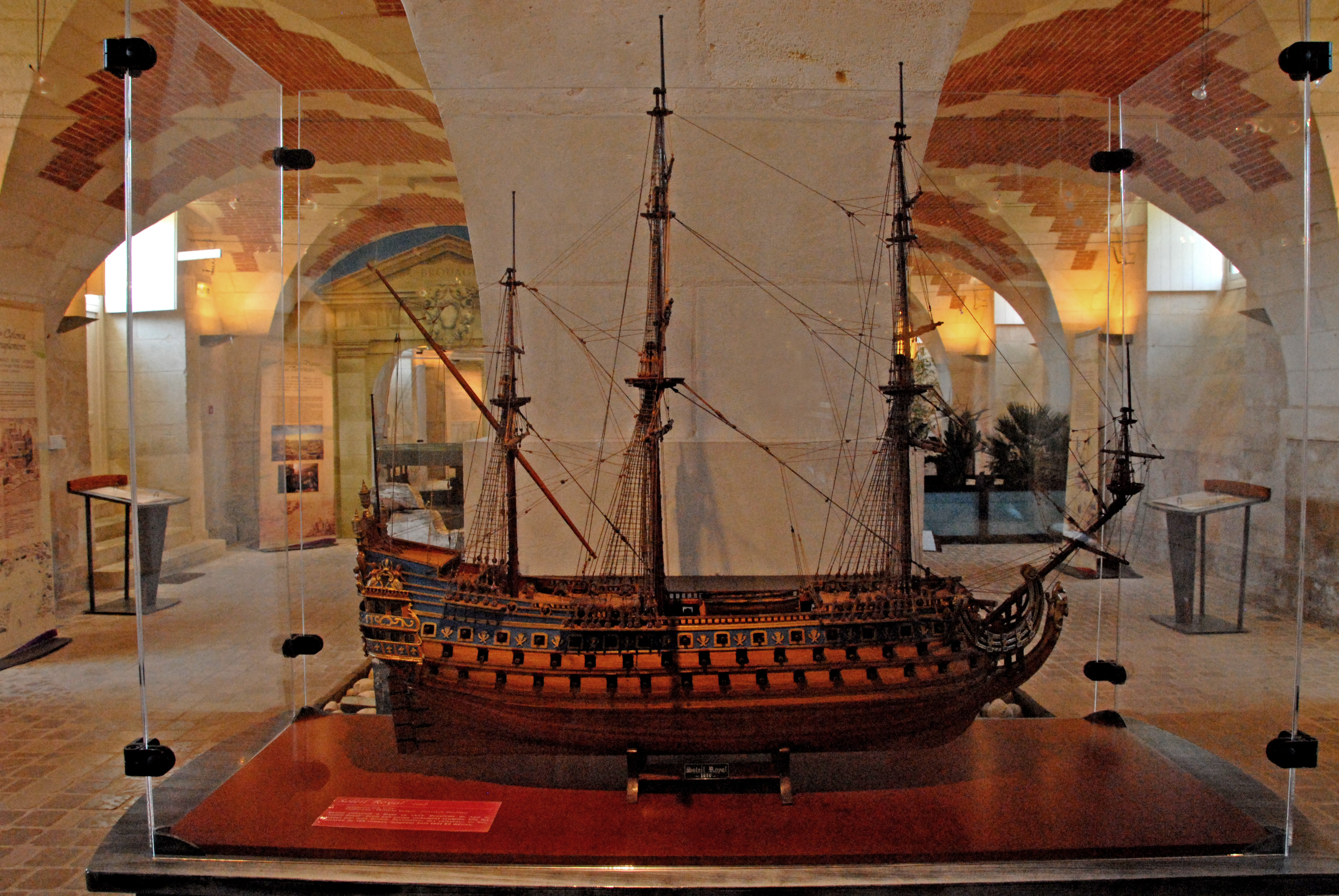
Brouage, Modell eines schweren Linienschiffs Soleil Royal, Dreidecker
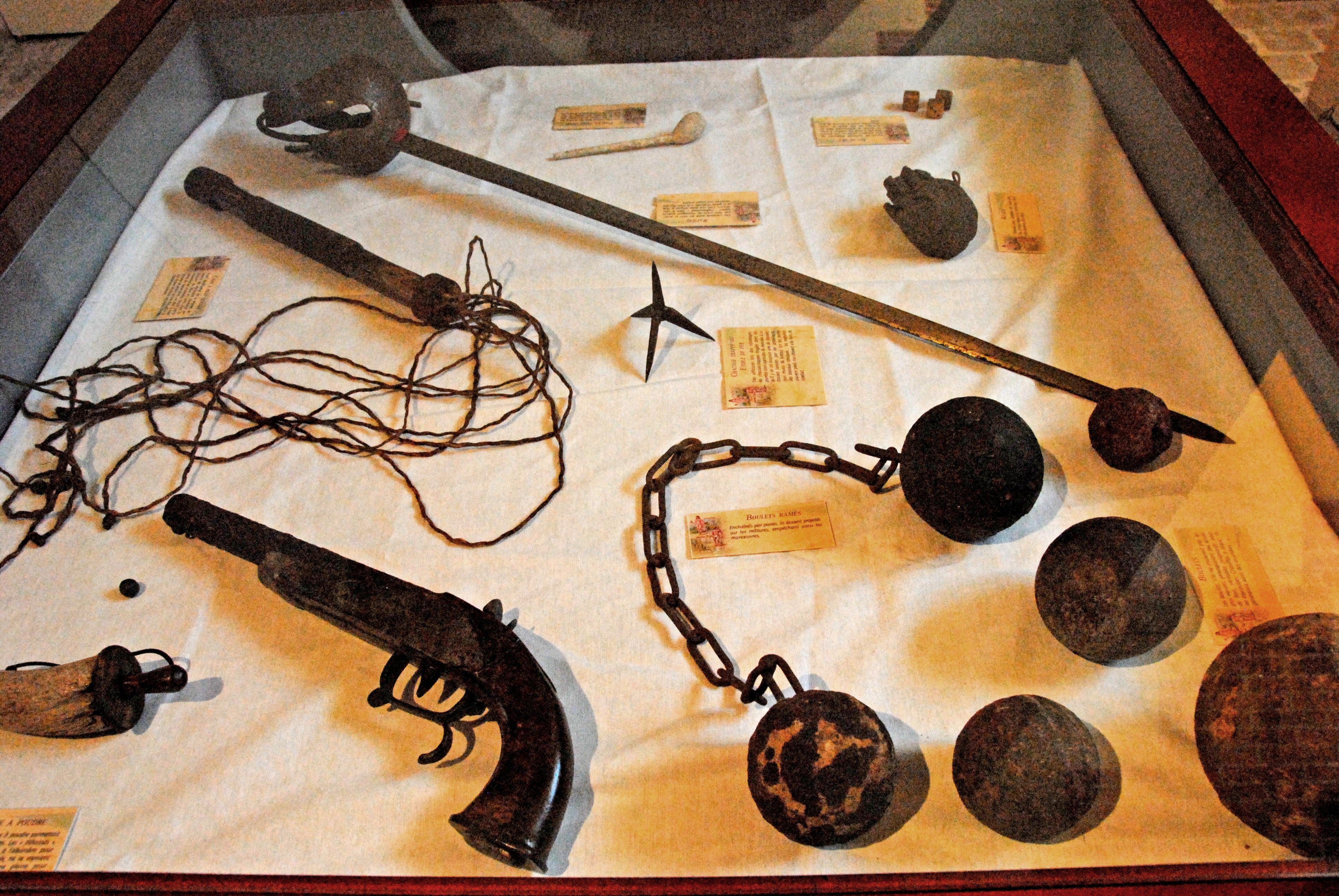
Brouage, Waffen mit Säbel und Pistole
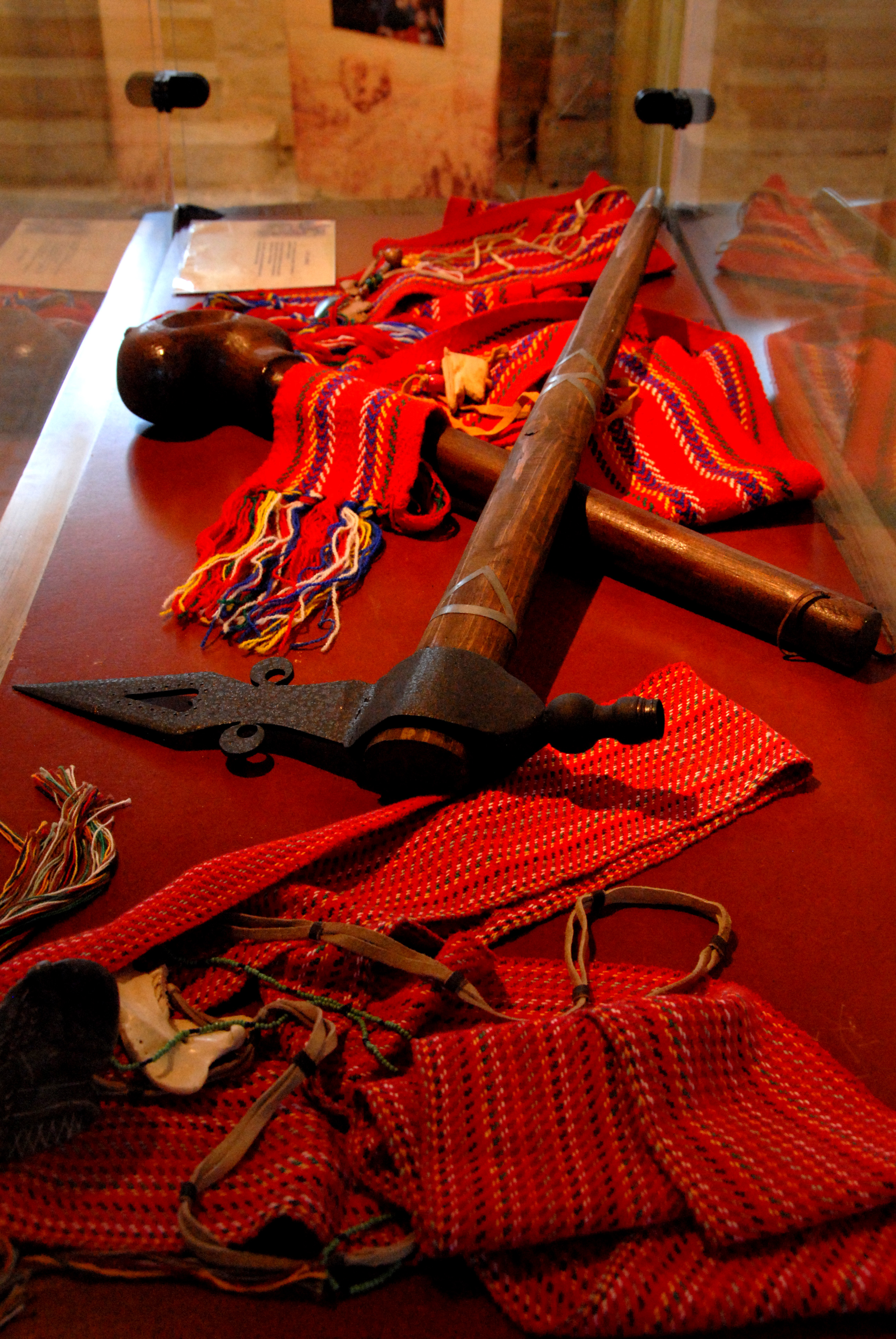
Brouage, Spitzhacke und Hammer
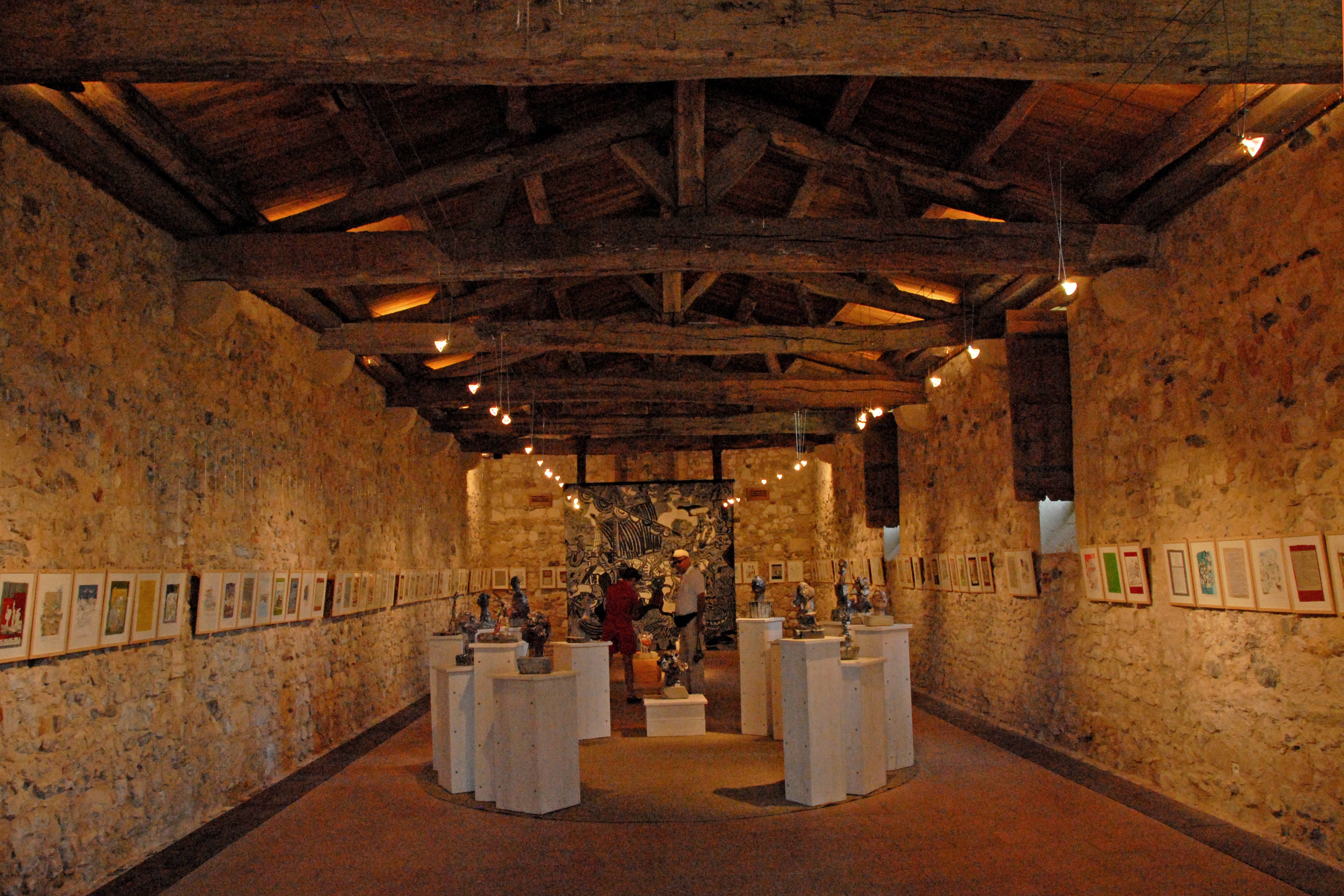
Brouage, Tonnellerie Ausstellungsraum

- In den im Jahr 1680 erbauten Königlichen Ställen (Ecuries Royales), einem langen Gebäude an der nördlichen Wehrmauer der Courtine du Gouvernement, waren im 17. Jahrhundert bis zu 238 Pferde untergebracht; außerdem gab es Räume und Werkstätten von Waffenhändlern, Handwerkern und Fuhrleuten. Heute sind darin kleine Läden untergebracht.

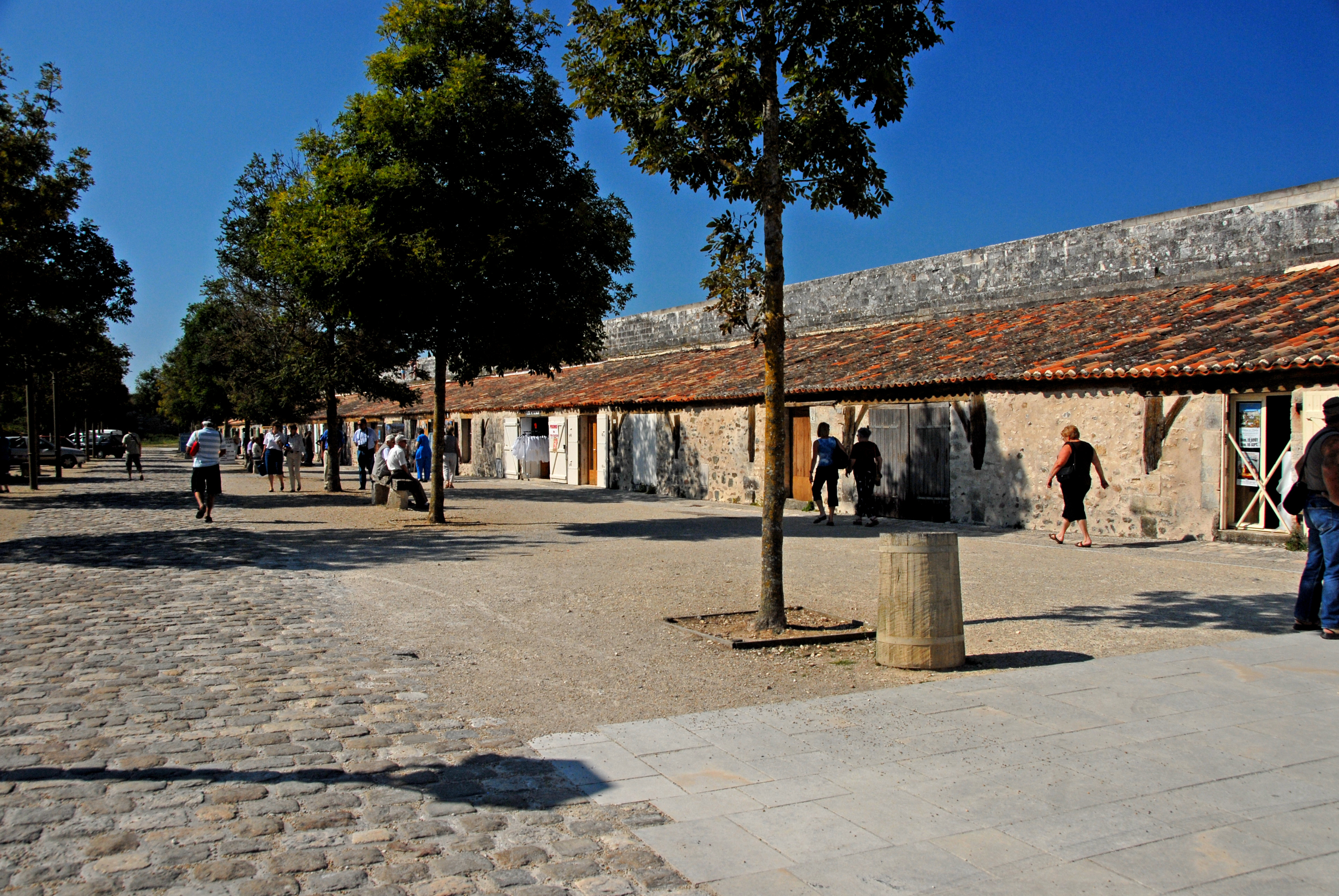
Brouage, Königliche Pferdeställe

- Die Königlichen Schmieden (Forges Royales) waren zwischen den Pferdeställen und der Porte Royale angesiedelt, in welcher sich heute das Fremdenverkehrsamt befindet.
- Die Halle der Lebensmittel (Halle aux Vivres) stammt aus dem Jahr 1631 und wurde inmitten eines großen nur gering bebauten Grundstücks in der Nordostecke der Zitadelle errichtet. Sie diente der Garnison als Proviant-Magazin zur Organisation der Beschaffung, Lagerung und Bevorratung von Lebensmitteln und für den täglichen Bedarf der königlichen Armee. Der Fassungsraum betrug im Erdgeschoss etwa 720 Fässer (Tonnen); im Obergeschoss war Platz für weitere 300 Fässer (Tonnen) mit Getreide etc. In dem hervorragend restaurierten Gebäude mit seinem schönen Ziegelsteingewölbe befindet sich heute ein europäisches Zentrum für Militärarchitektur.
- Parallel zur Halle aux vivre und längs der steilen Böschung des Befestigungswalls stand die im Jahr 1689 erbaute Böttcherei (Tonnellerie). Schon kurz nach Errichtung des Gebäudes musste ungefähr die Hälfte wieder abgerissen werden, da es bei der Veränderung der Verteidigungsanlagen von Vauban im Wege stand. Hier wurden Nahrungsmittel und Waffen gehandelt, vor allem aber Holzfässer hergestellt. Die Fässer waren für den Transport und die Lagerung von Handelsgütern, vor allem aber für Schießpulver (poudre) bestimmt. Im Jahr 1826 wurden in dem Gebäude Futtermittel gelagert.
- Das in den Jahren 1627–1638 erbaute Pulverdepot Saint-Luc (Poudrière Saint-Luc) befand sich in der Bastion Saint-Luc in der Südwestecke der Zitadelle. Nur das Fehlen von Fenstern unterschied sie von gewöhnlichen Wohnhäusern. Das Haus war von einer massiven Schutzmauer umgeben, die einzige Tür war gepanzert. Schießpulver für 60.000 Livres konnten dort in Fässern gespeichert werden. Es war sehr wichtig für Brouage, da der Handel mit Pulver noch bis in das 18. Jahrhundert blühte. Die zentralen Pulverdepots in Brouage waren für die Versorgung der Königlichen Armee bestimmt und zum Nachschub der Bewaffnung der Fregatten im Wettrennen der Nationen um die „neuen Länder“ in Übersee.
- Das Pulverdepot der Breche (Poudrière de la brèche) aus dem Jahr 1692 wurde von der Bastion de la Breche in der Mitte der östlichen Umwallung der Zitadelle von drei Seiten umschlossen und bis auf einen kleinen Durchlass von einer weiteren massiven Schutzmauer umfasst. Schießpulver für 40.000 Livres, das entsprach 20 Tonnen, konnte hier in kleinen Fässern auf Holzrahmen gelagert werden. Zusammen mit dem von Saint-Luc diente dieses Pulverdepot auch zur Versorgung der Verteidigungsanlagen der Garnison  von Brouage einschließlich ihrer Vorwerke und für die nahen unterirdischen Häfen. Seit 1910 wurde das Pulverdepot für kulturelle Zwecke genutzt.
- Der an der Ostseite der Citadelle befindliche unterirdische Hafen der Breche (Port souterrain de la Brèche) aus dem Jahr 1631 lag unterhalb des städtischen Straßenniveaus im nördlichen Winkel der Bastion de la Brèche am Fuße der Befestigungsmauern. Hier gab es einen knapp über der ehemaligen Wasseroberfläche liegenden Quai, eine Anlegestelle für Boote und flache Schiffe. Von dort konnte man über eine gepanzerte Tür in das Untergeschoss der Bastion und weiter hinauf gelangen. Der unterirdische Hafen diente zum geschützten Be- und Entladen von Gütern von Schiffen, die wegen ihres Tiefgangs weiter außerhalb vor Brouage ankern mussten. Verschifft wurden überwiegend Pulver, Nahrungsmittel und Menschen. Auf diesem Weg und mit Booten wurde auch die Besatzung der Vorwerke mit Nachschub versorgt. Der unterirdische Hafen mit seinem Zugang ist heute noch gut erhalten, allerdings legen dort keine Boote mehr an, sondern es grasen die Kühe auf den Weiden des ehemaligen Sumpflandes (marais). Die im 18. Jahrhundert gesperrte Pforte ist 1986 wieder geöffnet worden. An der südlichen Bastion d’Hiers gab es einen ebensolchen Port souterrain.
- Die dreischiffige Kirche Saint-Pierre et Saint-Paul im Renaissance-Stil hat sich seit ihrem Bau kaum verändert; neueren Datums sind lediglich die von reichen Kaufleuten gestifteten Kirchenfenster. Der Friedhof, der die Kirche einst umgab, ist heute verschwunden. Im Giebel der Kirche von Brouage ist eine klassische Eingebung der Renaissance zu finden – die Wappen von St. Timoleon d’Epinay, Lukas und seinem Leutnant Pierre de Comminges, umgeben von den königlichen Waffen (armes royales).

- In den Befestigungswällen auf der West- und Ostseite der Zitadelle gab es insgesamt vier öffentliche Latrinen, und zwar mit jeweils zweimal sieben Sitzen in Form von ovalen Ausschnitten in Holzbohlen. Hier sorgte ständig fließendes Wasser zur Beseitigung der Exkremente und sonstiger Abfälle – ein für die damalige Zeit besonderer Komfort.
- In der Südostecke der der Bastion Richelieu stößt man auf den im Jahr 1688 erbauten Eiskeller (glacière), eine besondere Einrichtung, äußerlich in Form eines kleinen hölzernen Gebäudes. Über dem einfachen quadratischen Grundriss, mit einer inneren Ausschachtung, erhebt sich ein kegelförmiges Dach mit einem unteren Durchmesser von 6,10 m, auf das sich das Satteldach eines kleinen Zugangsflurs schiebt. Ein örtliches Hinweisschild klärt auf, dass es sich hierbei um eine Einrichtung handelt, die im Winter eingefülltes Eis über viele Monate der wärmeren Jahreszeiten kühlte und für eine längere Konservierung von Lebensmitteln bereithielt. Es konnten bis zu 22 Fässer Eis eingebracht werden.
- Im östlichen Bereich der Zitadelle entlang der Rue des Trois Vierges gibt es ein großes freies Grundstück mit einem Brunnen in der Mitte. Es ist von einer hohen Mauer eingefriedet. Ein Schild weist darauf hin, dass hier Angehörige der Truppen untergebracht werden konnten, vermutlich in einfachen hölzernen Behausungen.
- Die Kasernen (Anciennes Casernes) waren entlang der südlichen Festungsmauer aufgereiht, in ihrer Verlängerung schlossen sich die Exerzierplätze an.

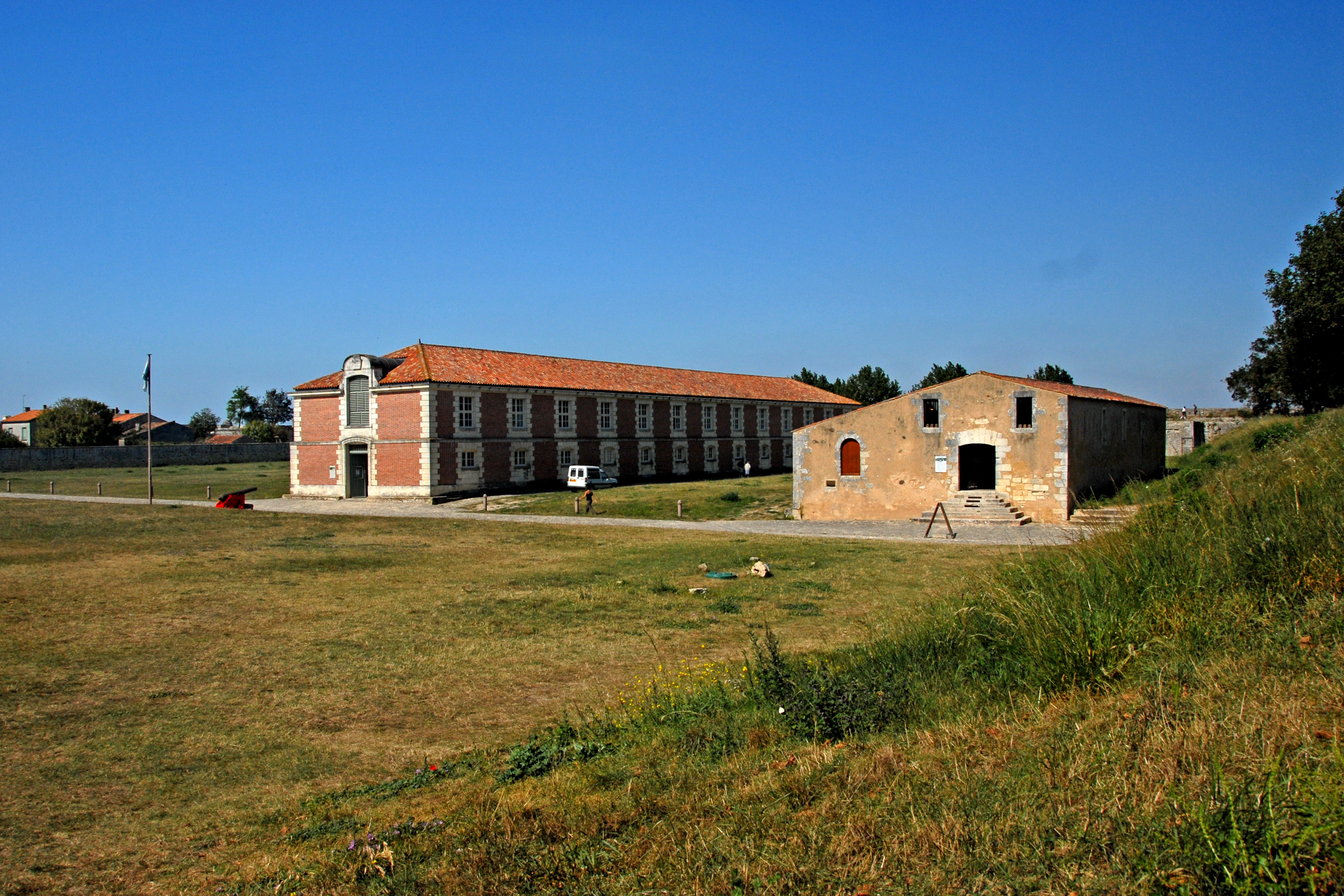
Brouage, Halle aux Vivres und Tonnellerie
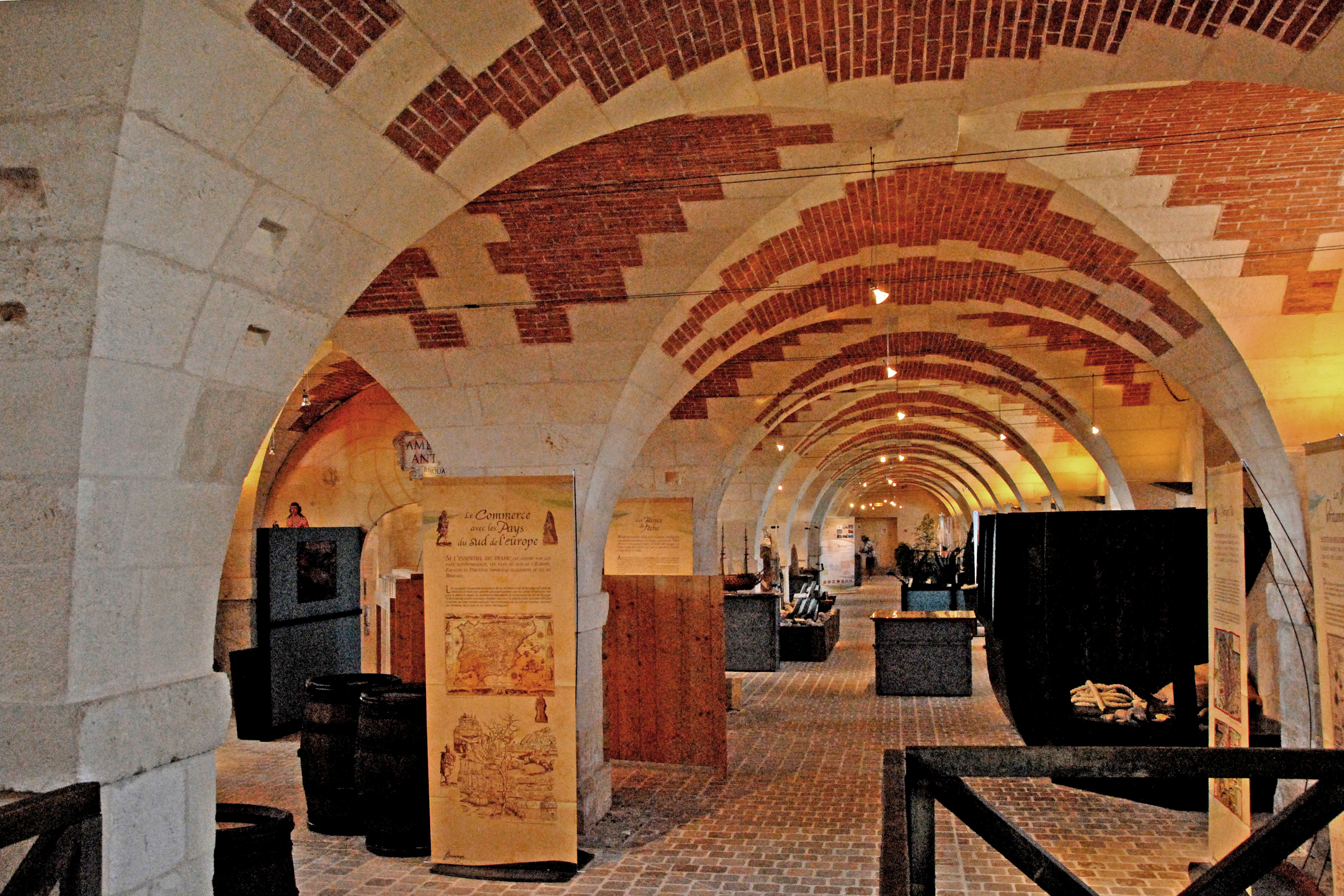
Brouage, Halle aux Vivres, Ausstellungsraum
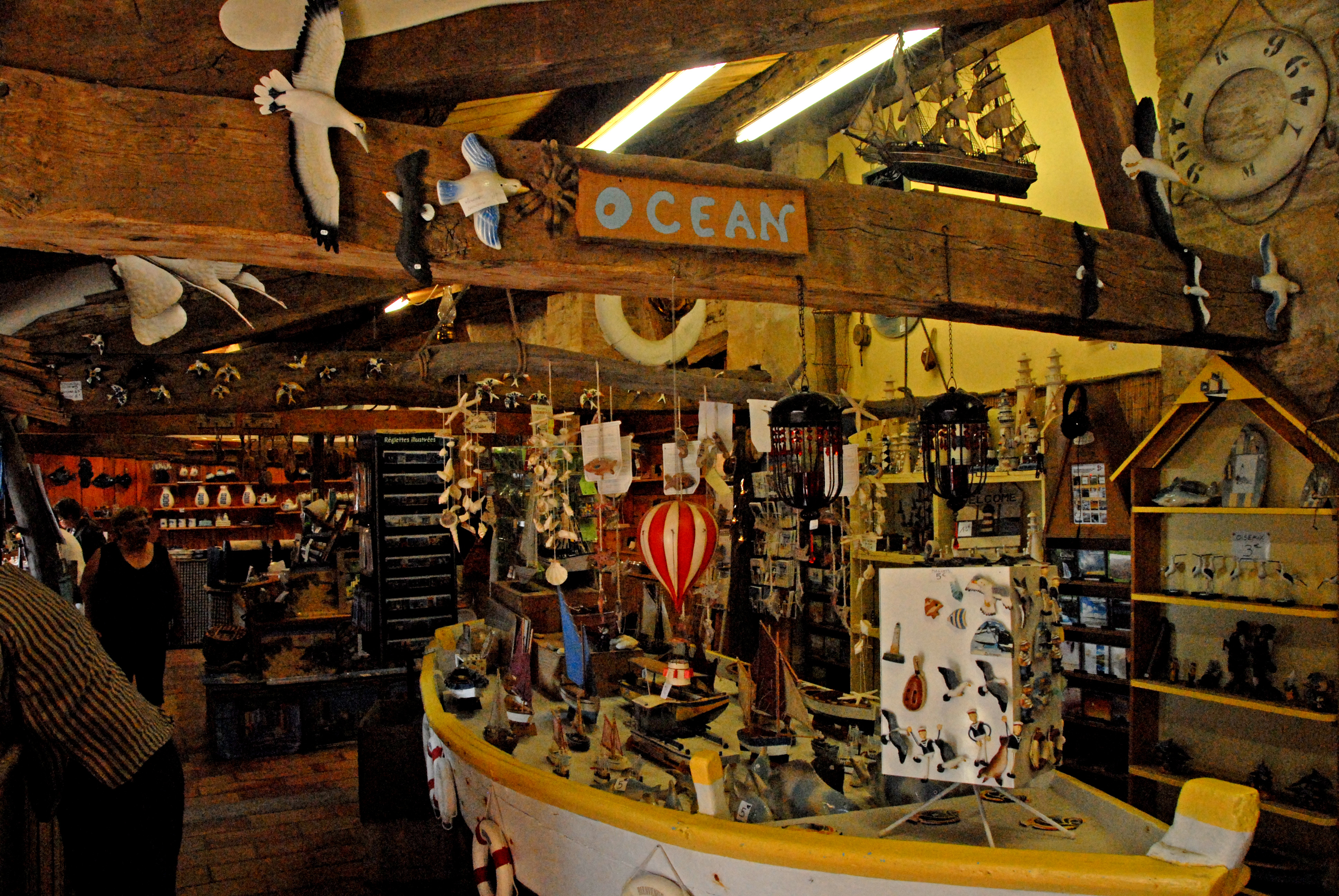
Brouage, Königliche Pferdeställe, heute Boutiquen
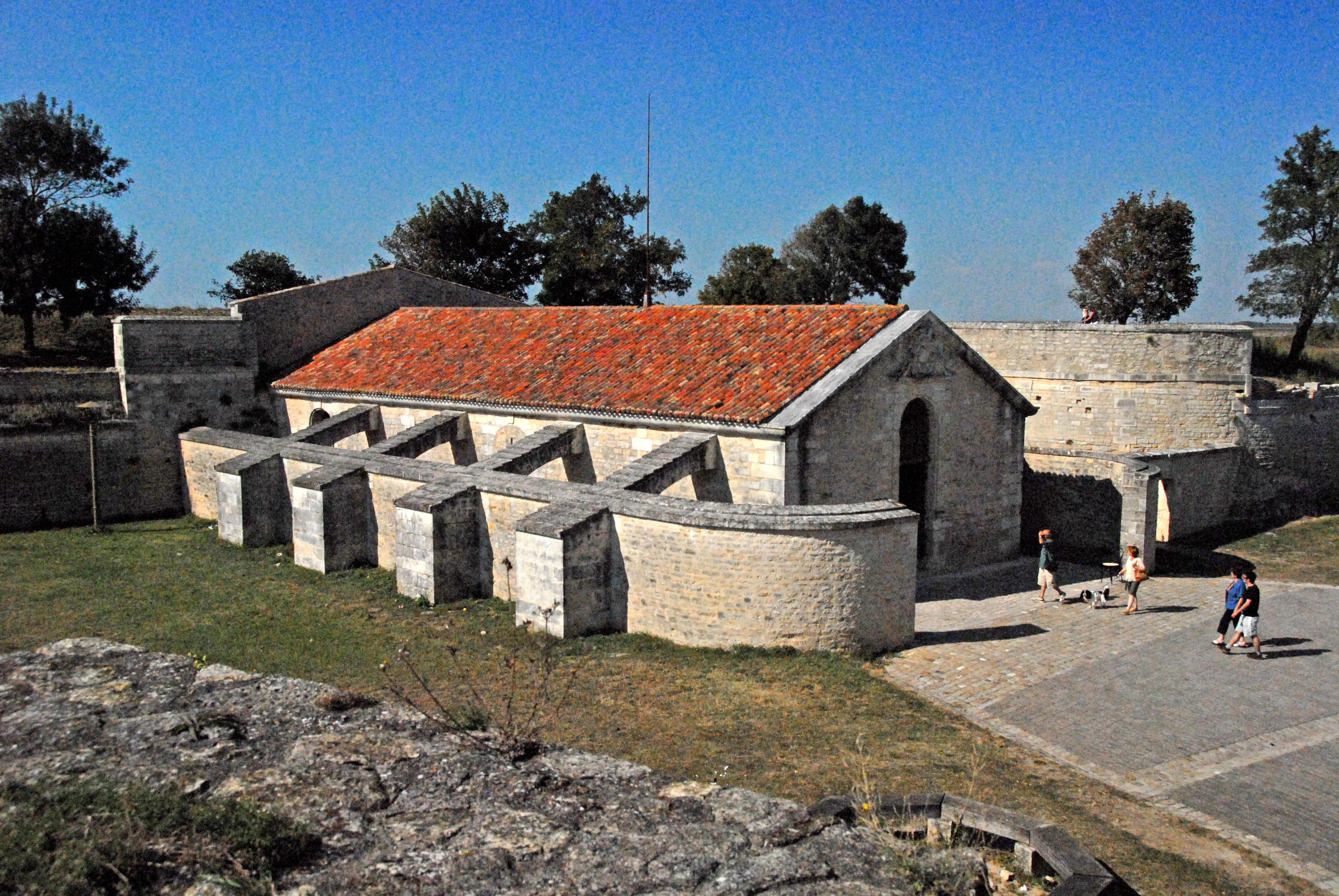
Brouage, Poudrière St.-Luc, mit Schutzmauer
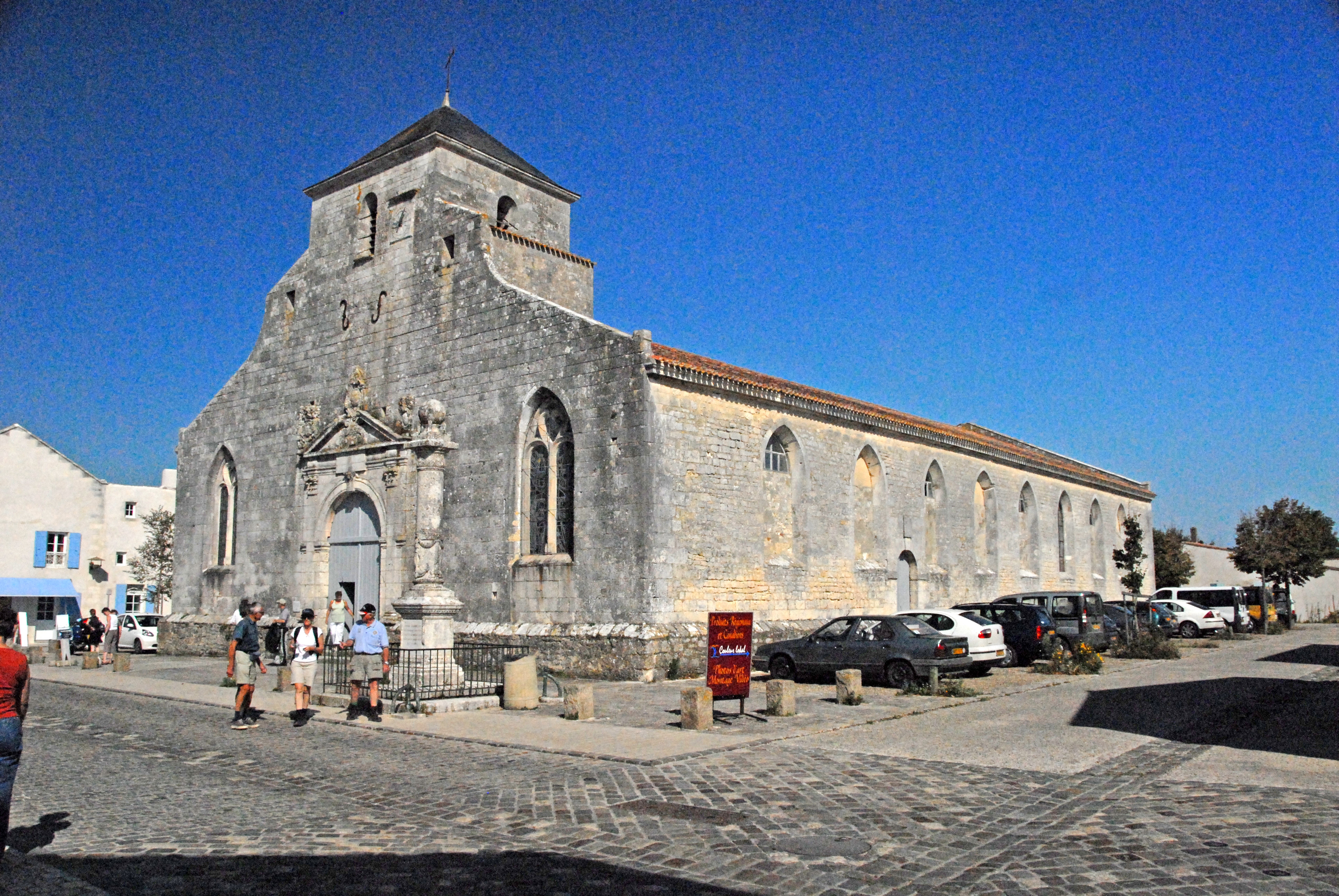
Brouage, Saint Pierre
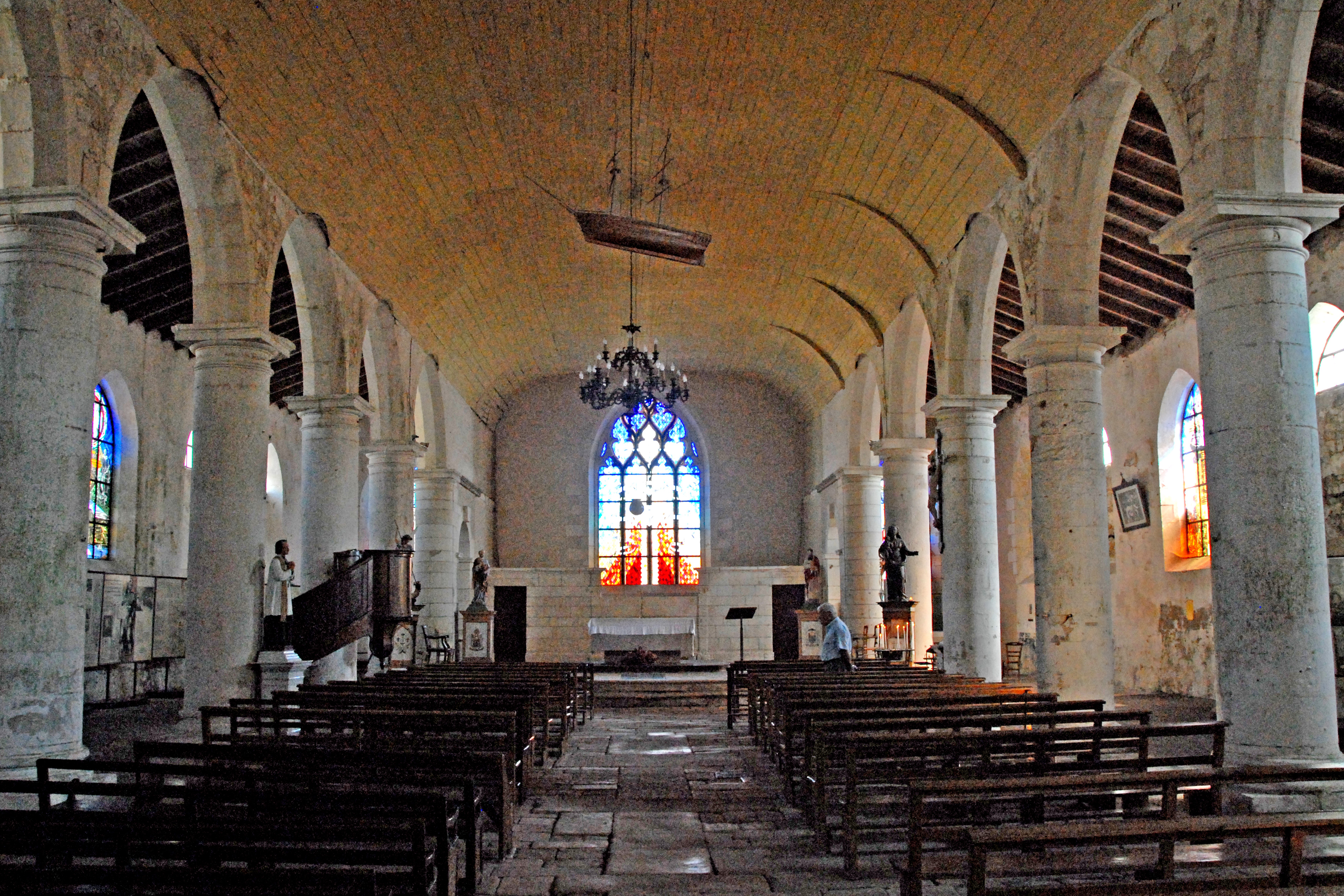
Brouage, Saint Pierre, Inneres
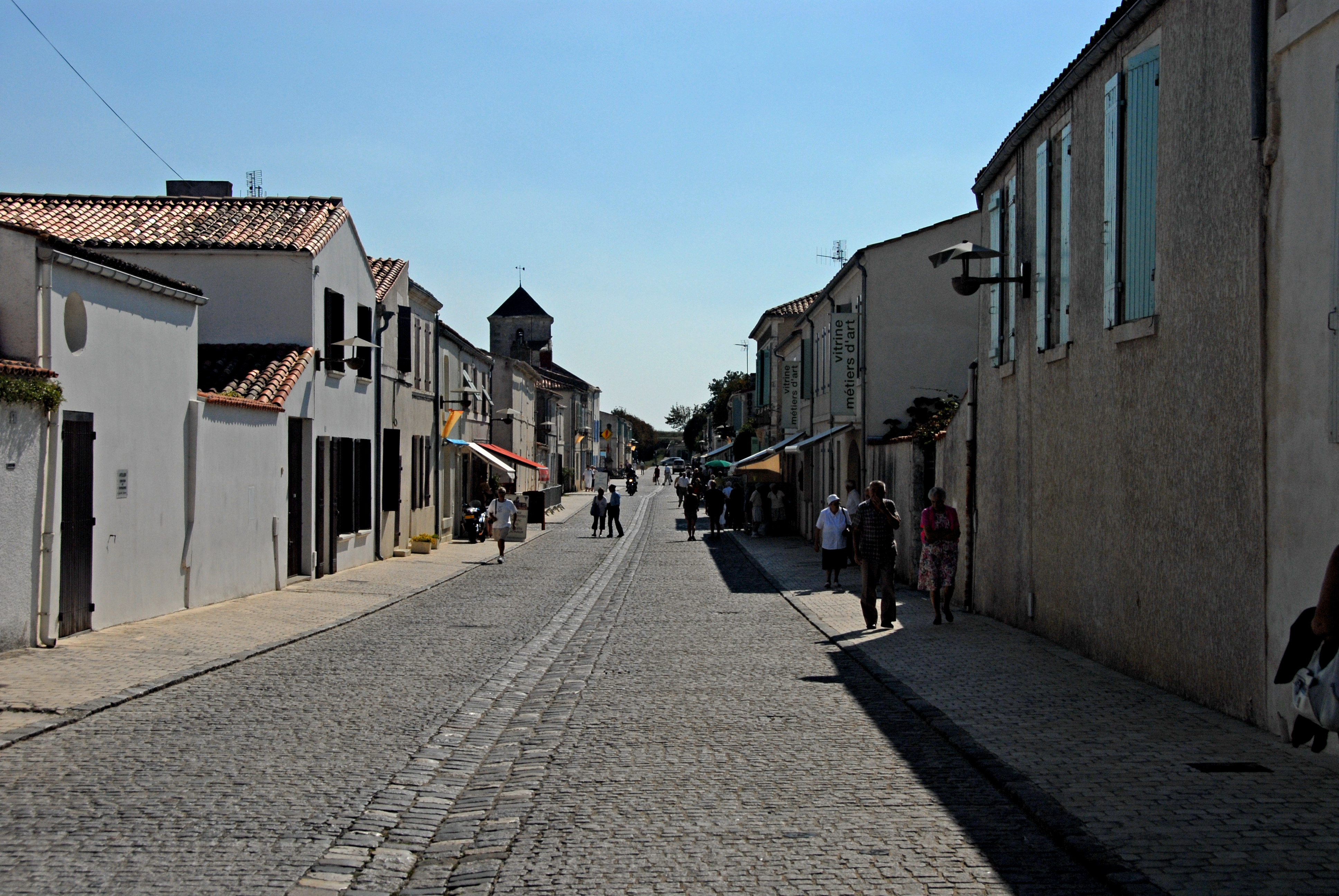
Brouage, Rue de Québec, nach Süden
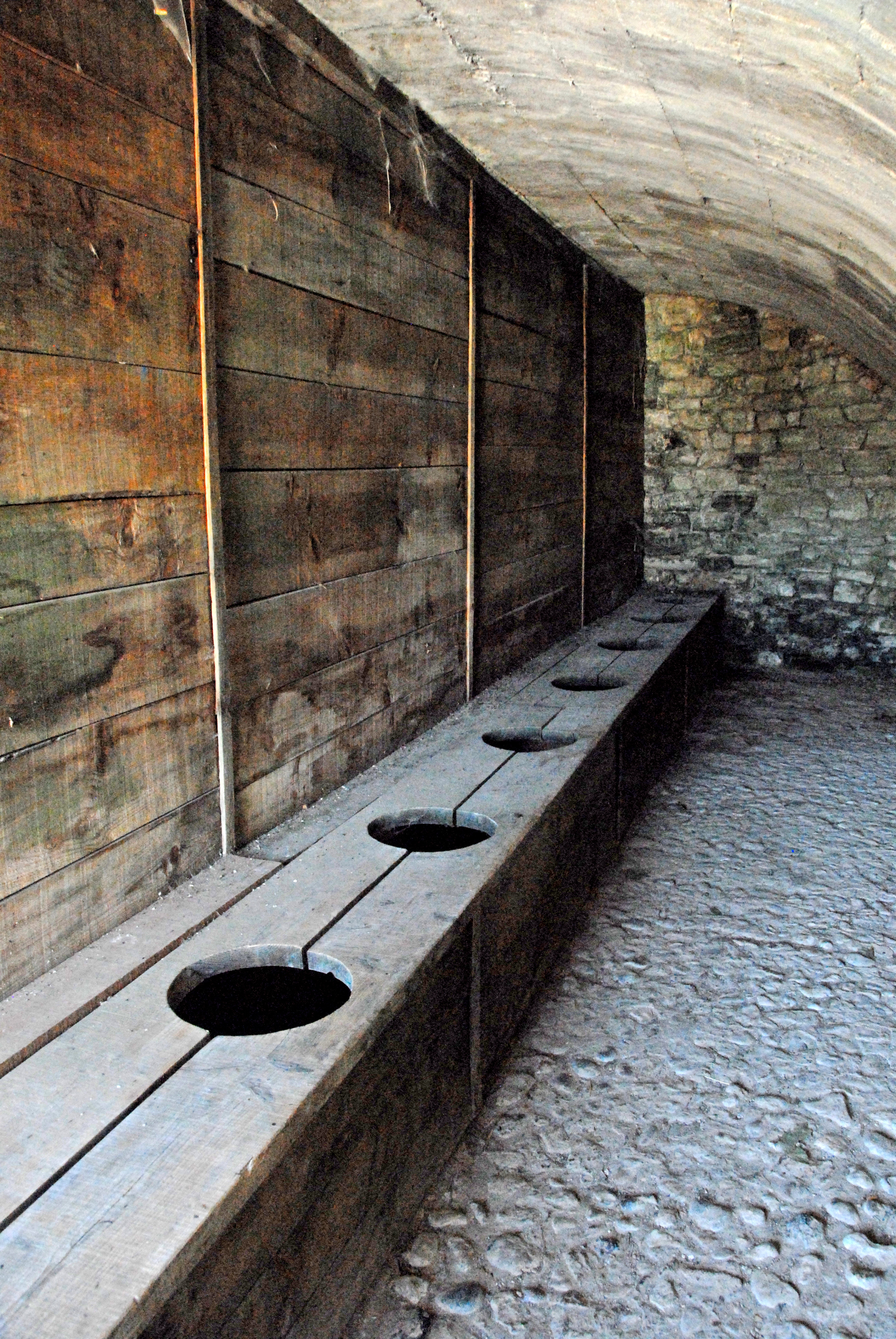
Brouage, Öffentliche Latrinen

## Persönlichkeiten
- Samuel de Champlain wurde um 1570 in Brouage geboren.
- Maria Mancini, die Geliebte Ludwigs XIV., wurde 1659 vorübergehend nach Brouage verbannt.